# Adam Czerniaków
Adam Abram Czerniaków (ur. 30 listopada 1880 w Warszawie, zm. 23 lipca 1942 tamże) – polsko-żydowski inżynier, nauczyciel, działacz gospodarczy i społeczny, polityk, publicysta, autor wierszy okolicznościowych, w czasie obrony Warszawy we wrześniu 1939 roku komisaryczny prezes Gminy Wyznaniowej Żydowskiej w Warszawie, w czasie okupacji niemieckiej, w latach 1939–1942, przewodniczący warszawskiego Judenratu.
Pochodził ze średniozamożnej rodziny żydowskiej. Studiował chemię na Warszawskim Instytucie Politechnicznym i Wyższej Szkole Technicznej w Dreźnie, uzyskując tytuł inżynierski. Od lat studenckich angażował się w szeroko rozumianą działalność społeczną. Początkowo obracał się w kręgach postępowych, głoszących hasła integracji i asymilacji Żydów. Z czasem jednak zbliżył się do żydowskich środowisk narodowych. Popierał polskie dążenia niepodległościowe, przez co był represjonowany przez władze carskie. W pierwszych latach odrodzonej Polski jako pracownik Ministerstwa Robót Publicznych oraz polskiej sekcji Jointu uczestniczył w odbudowie kraju ze zniszczeń wojennych. Był jednym z twórców i liderów żydowskiego ruchu rzemieślniczego. Próbował także sił w polityce: w latach 1927–1934 zasiadał w warszawskiej Radzie Miejskiej, a w 1930 roku zdobył mandat w wyborach uzupełniających do Senatu, którego ze względu na rozwiązanie parlamentu nie zdążył jednak objąć. W 1937 roku został członkiem powołanego przez władze sanacyjne tymczasowego zarządu komisarycznego Gminy Wyznaniowej Żydowskiej w Warszawie.
Podczas obrony Warszawy we wrześniu 1939 roku prezydent miasta Stefan Starzyński mianował go komisarycznym prezesem gminy żydowskiej. Po kapitulacji stolicy niemieckie władze okupacyjne postawiły go na czele warszawskiego Judenratu. Na tym stanowisku starał się prowadzić politykę pragmatyczną i kompromisową, unikając bezpośredniej konfrontacji z Niemcami, a jednocześnie starając się łagodzić ich zarządzenia oraz uratować jak największą liczbę istnień ludzkich. Dwukrotnie został pobity i na krótko uwięziony. Był jednocześnie silnie krytykowany przez żydowskie podziemie oraz darzony niechęcią przez większość mieszkańców getta warszawskiego. Popełnił samobójstwo 23 lipca 1942 roku, w drugim dniu wielkiej akcji deportacyjnej w getcie, nie chcąc współpracować z Niemcami przy wywózkach Żydów do obozu zagłady w Treblince.
Od 6 września 1939 roku do dnia swej samobójczej śmierci prowadził dziennik, uważany za jeden z najważniejszych dokumentów na temat historii getta warszawskiego.

## Życiorys

### Dzieciństwo i korzenie rodzinne
Urodził się 30 listopada 1880 roku w Warszawie. Był najstarszym z czworga dzieci Arona Czerniakowa (ok. 1856–1927) i jego żony Pessy z d. Reinmic (ok. 1861–1920). Przy urodzeniu nadano mu imię Abram, którego używał w oficjalnej korespondencji co najmniej do 1913 roku.
Wywodził się ze średniozamożnej rodziny żydowskiej, która zamieszkiwała w Warszawie co najmniej od lat 20. XIX wieku. Jego przodkowie od strony ojca utrzymywali się przede wszystkim z handlu. Pradziadek Szyja Jakubowicz Czerniaków dorobił się przy tym stosunkowo dużego majątku, dzięki czemu pod koniec lat 70. XIX wieku był w stanie wraz z synami nabyć w Warszawie kilka nieruchomości. Niektórzy z jego synów, w tym dziadek Adama Czerniakowa Mosze Hersz, udzielali się aktywnie w życiu żydowskiej społeczności Warszawy. Aron Czerniaków kontynuował natomiast rodzinne tradycje, utrzymując się głównie z handlu masłem.
Adam Czerniaków urodził się i wychowywał przy ul. Zimnej, która leżała niejako na pograniczu dzielnic zamieszkiwanych przez ludność polską i żydowską. Najprawdopodobniej jego ojciec był wyznawcą chasydyzmu, a wiele wskazuje, że pierwszym językiem, którym się posługiwał, był jidysz. Z kolei w przypadku matki znacznie silniej zaznaczała się akulturacja do polskości. Język polski był jej pierwszym językiem i to za jej sprawą w rodzinie, którą stworzyła z Aronem Czerniakowem, mówiono wyłącznie po polsku. Również dla jej syna Adama język polski stał się pierwszym językiem, aczkolwiek w stopniu biernym opanował także jidysz.

### Edukacja i początki pracy zawodowej
Na temat pierwszych lat edukacji Adama Czerniakowa nie zachowały się żadne informacje. Marcin Urynowicz przypuszcza, że mógł najpierw uczęszczać do szkoły elementarnej, po czym zapewne ukończył jedno z warszawskich gimnazjów. Nie można jednak wykluczyć, że odebrał równorzędne wykształcenie prywatne. Pewnym jest natomiast, że w 1897 roku wstąpił do liceum handlowego F. Laskusa. Początkowo nie osiągał zadowalających wyników; pod koniec pierwszego roku musiał nawet zdać specjalny egzamin, by uzyskać promocję do następnej klasy. W kolejnych latach jego oceny uległy jednak wyraźnej poprawie, a końcowy egzamin w 1900 roku zdał z wynikiem bardzo dobrym.
Po ukończeniu liceum Laskusa na rok przerwał edukację. Być może było to spowodowane ograniczeniami odnośnie do przyjmowania Żydów na uczelnie wyższe, narzuconymi przez władze carskie. W sierpniu 1901 roku przystąpił do egzaminów wstępnych na Warszawski Instytut Politechniczny im. Cesarza Mikołaja II. Zdawszy je pomyślnie, został jesienią tego samego roku wpisany na listę studentów. Pierwotnie zamierzał podjąć naukę na Wydziale Mechanicznym, jednakże ze względu na wspomniane dyskryminacyjne limity, znalazł się ostatecznie na Wydziale Chemicznym.
W 1905 roku, w związku z masowym zaangażowaniem studentów w działalność rewolucyjną i strajkową, władze rosyjskie zamknęły Instytut Politechniczny. W odpowiedzi „Zjednoczenie” oraz inne organizacje studenckie zainicjowały akcję odbierania dokumentów z Instytutu Politechnicznego i Uniwersytetu Warszawskiego. Zakazały ponadto swoim członkom i sympatykom podejmowania nauki na uczelniach wyższych w Warszawie lub w innych miastach Imperium Rosyjskiego, dopuszczając jednakże możliwość podjęcia studiów zagranicznych. Czerniaków podporządkował się wytycznym „Zjednoczenia”, aczkolwiek – prawdopodobnie licząc się z możliwością wznowienia nauki – dokumenty z uczelni odebrał dopiero w sierpniu 1906 roku.
Pragnąc kontynuować naukę oraz uniknąć poboru do carskiej armii, wyjechał do Niemiec. Najprawdopodobniej w roku szkolnym 1907/1908 podjął studia w Wyższej Szkole Technicznej w Dreźnie, uwieńczone uzyskaniem tytułu inżyniera dyplomowanego (Diplomirte-Ingenieure). Podczas pobytu w Dreźnie zyskał doskonałą znajomość niemieckiej kultury i języka.
W 1908 roku powrócił do Królestwa Polskiego. Nie podjął jednak pracy w rodzinnym przedsiębiorstwie, postanawiając zaangażować się w działalność społeczno-naukową. Został wykładowcą na Uniwersytecie dla Wszystkich. Otrzymał także posadę nauczyciela w Szkole Rzemieślniczej im. Ludwika Natansona przy Gminie Żydowskiej w Warszawie. W 1909 roku został aresztowany przez władze carskie pod zarzutem udziału w nielegalnej działalności niepodległościowej. Prawdopodobnie jego zatrzymanie było elementem szerszej akcji represyjnej wymierzonej w osoby związane z Uniwersytetem dla Wszystkich.
Areszt miał zapewne charakter krótkotrwały, gdyż już w 1910 roku, mając zapewnione źródło utrzymania dzięki pracy w szkole rzemieślniczej, Czerniaków wznowił studia na Warszawskim Instytucie Politechnicznym. W obszarze jego zainteresowań naukowych znajdowały się przede wszystkim materiały łatwopalne oraz proces spalania. Studia zakończył w roku akademickim 1912/1913. Napisał wtedy pracę dyplomową dotyczącą powstawania pirolu. Zachowane dokumenty nie pozwalają jednoznacznie ustalić, czy również na Instytucie Politechnicznym udało mu się uzyskać tytuł inżyniera, aczkolwiek zdaniem Urynowicza jest to prawdopodobne.
Według niektórych źródeł około 1912 roku Czerniaków miał również studiować w Wyższej Szkole Handlowej w Warszawie.
Po zamknięciu Uniwersytetu dla Wszystkich związał się z Towarzystwem Kultury Polskiej (TKP). Brał udział w tworzeniu jego V Oddziału, wygłaszał odczyty z zakresu nauk przyrodniczych i technicznych – zarówno w Warszawie, jak i na prowincji. Wbrew kierownictwu Towarzystwa, opowiadał się za tym, by jidysz był używany obok języka polskiego jako język wykładowy. W działalności edukacyjnej TKP uczestniczył do 1913 roku, kiedy to zostało ono rozwiązane przez władze carskie.
W 1913 roku został współpracownikiem czasopisma rzemieślniczego „Handel un Meloche”. Rok później nawiązał współpracę z nowo powstałym żydowskim klubem rzemieślniczym w Warszawie. Początkowo odmówił propozycji wstąpienia do jego zarządu, niemniej aktywnie wspierał działalność klubu. W czasie I wojny światowej wykorzystał swe kontakty, by zapewnić jego członkom dodatkowe racje chleba z żydowskich piekarń. Ostatecznie 1 czerwca 1917 roku stanął na czele zarządu organizacji, która przyjęła już w tym czasie nazwę Centralny Związek Rzemieślniczy. Na stanowisku prezesa pozostał co najmniej do 1 września 1918 roku. W okresie jego rządów kilkukrotnie wzrosła liczba członków, przeprowadzono sanację finansów związku, a także nawiązano współpracę z władzami miejskimi i państwowymi. Czerniaków przykładał również dużą wagę do prowadzenia działalności oświatowo-kulturalnej wśród rzemieślników, nierzadko sam występując w roli prelegenta.
Prawdopodobnie w 1918 roku zakończył pracę w Szkole Rzemieślniczej im. Ludwika Natansona. Nie stracił jednak zainteresowania jej losami. Udzielał placówce różnorakiego wsparcia w latach późniejszych, m.in. na początku lat 20., gdy był zatrudniony w polskiej sekcji Jointu, oraz w drugiej połowie lat 30., gdy zasiadł w tymczasowym zarządzie komisarycznym Gminy Wyznaniowej Żydowskiej w Warszawie.
W 1919 roku nagrodzono na konkursie pracę naukową jego autorstwa pt. Silniki wybuchowe.

### W odrodzonej Polsce

#### Udział w odbudowie zniszczeń wojennych
W maju 1919 roku podjął pracę w Ministerstwie Robót Publicznych odrodzonej Polski. Pełnił funkcję kierownika lub p.o. kierownika Biura Statystycznego przy Sekcji Odbudowy. Dokładny zakres jego obowiązków pozostaje jednak nieznany. Z tego okresu zachowały się artykuły jego autorstwa, poświęcone kwestii zniszczeń wojennych w lasach polskich oraz sytuacji polskiego przemysłu tartacznego, w tym jego możliwości wytwórczych.
W czerwcu 1921 roku zakończył pracę w ministerstwie, przechodząc do polskiej sekcji American Jewish Joint Distribution Committee (Jointu). Zmiana miejsca zatrudnienia wiązała się z wyższymi zarobkami i większym zakresem odpowiedzialności, aczkolwiek decyzja o przyjęciu posady w tej organizacji mogła również wpisywać się w bardziej długofalowe plany Czerniakowa odnośnie do działalności społecznej i kariery politycznej. Zajmował kierownicze stanowisko w strukturach wydziału odbudowy Jointu. Odpowiadał za kwestie związane z usuwaniem szkód materialnych, które żydowskie społeczności poniosły w czasie działań wojennych w latach 1914–1920. Dużo uwagi poświęcał zwłaszcza sprawom odbudowy i unowocześnienia żydowskiego szkolnictwa zawodowego. W ramach obowiązków służbowych odbył w styczniu 1922 roku wyjazd inspekcyjny na Białostocczyznę i Kresy Wschodnie.
W związku z decyzją władz Jointu o zakończeniu bezpośredniej działalności na polu odbudowy w Polsce, przeszedł w 1925 roku do Banku dla Spółdzielni S.A. Podmiot ten, powstały na skutek włączenia dawnego wydziału odbudowy do kontrolowanego przez Joint Banku Polsko-Rosyjskiego, miał odpowiadać za zużytkowanie i zwrot pożyczki w wysokości 400 tys. dolarów, którą Joint przeznaczył na odbudowę zniszczeń wojennych w Polsce. W ramach obowiązków służbowych Czerniaków uczestniczył m.in. w walnych zgromadzeniach akcjonariuszy, doradzał kierownictwu banku, organizował konferencje i spotkania, uczestniczył w organizowanych przez centralę Jointu audytach, utrzymywał kontakty z polskimi organami publicznymi, a także z żydowskimi instytucjami, które były zainteresowane uzyskaniem pożyczki z funduszy Jointu. Pracę w banku zakończył w połowie 1928 roku.

#### Działalność w ruchu rzemieślniczym
Po odzyskaniu przez Polskę niepodległości Czerniaków nadal aktywnie angażował się w działalność żydowskiego ruchu rzemieślniczego. Tymczasem w 1919 roku, na skutek zapoczątkowanych kilka lat wcześniej napięć na tle ideologicznym, w szeregach Centralnego Związku Rzemieślniczego doszło do rozłamu. Zwolennicy Fołks-Partaj, którzy opowiadali się za prymatem języka jidysz, założyli Radę Rzemieślniczą (Hantwerker Rat), konkurencyjną wobec Centralnego Związku Rzemieślniczego, w którym z kolei dominowały związki bezpartyjne i syjonistyczne oraz w którym posługiwano się także językiem polskim. Rywalizacja pomiędzy obiema organizacjami była bardzo zaciekła, dochodziło nawet do aktów przemocy. W tym okresie Czerniaków, który nadal pozostawał jednym z liderów CZR, niejednokrotnie uczestniczył w prowincjonalnych zjazdach rzemieślniczych, starając się przeciągnąć lokalne związki na stronę swojej macierzystej organizacji.
W 1925 roku, po długich i żmudnych negocjacjach, udało się doprowadzić zjednoczenia obu zwaśnionych organizacji. Powstał w ten sposób Centralny Związek Rzemieślników Żydów w Polsce (CZRŻ). Czerniaków odegrał kluczową rolę podczas rozmów zjednoczeniowych. Następnie wraz z dotychczasowym liderem Hantwerker Rat, Chaimem Rasnerem, stanął na czele egzekutywy (zarządu) komitetu centralnego CZRŻ. Podczas kongresu zjednoczeniowego podpisał z ramienia CZRŻ wspólną polsko-żydowską deklarację rzemieślniczą, został także odznaczony złotą odznaką za zasługi dla rzemiosła żydowskiego. Po pewnym czasie objął funkcję sekretarza KC CZRŻ, podczas gdy Rasner pozostał na czele zarządu.
Przez cztery lata Czerniaków był jednym z głównych liderów żydowskiego ruchu rzemieślniczego w II Rzeczpospolitej. Do jego obowiązków należało m.in. reprezentowanie CZRŻ w kontaktach z władzami państwowymi oraz organizacjami polskimi i zagranicznymi, a także udział w zjazdach i konferencjach rzemieślniczych w Warszawie i na prowincji. W 1926 roku wziął udział w otwarciu Banku Zrzeszonych Rzemieślników, a następnie wszedł w skład jego rady nadzorczej. Wiele wysiłków, w znacznej mierze jednak nieskutecznych, poświęcił lobbowaniu przeciwko niekorzystnym dla rzemieślników przepisom, które znalazły się w projekcie ustawy przemysłowej (przyjętej ostatecznie w 1927 roku). W późniejszym okresie podejmował działania na rzecz złagodzenia jej skutków. W tym celu m.in. napisał kilka artykułów na łamach żydowskiej prasy, w których objaśniał rzemieślnikom poszczególne aspekty nowego prawa.
W lutym 1929 roku odbył się II Kongres Rzemieślniczy. Czerniaków został ponownie wybrany na stanowisko sekretarza KC CZRŻ, a kompetencje kierowanego przezeń organu zostały rozszerzone. Niemniej nie pojawił się na kongresie, a kilka miesięcy później zrezygnował z działalności w szeregach organizacji. Zapewne było to po części spowodowane narastającym konfliktem z Rasnerem i fołkistami, którzy dzięki zakulisowym intrygom zdołali przejąć kontrolę nad CZRŻ. Na decyzję Czerniakowa mogły ponadto wpłynąć: ogólne osłabienie pozycji CZRŻ, przyjęcie ustawy przemysłowej w kształcie niekorzystnym dla rzemieślników, upadek kierowanego przezeń organu prasowego CZRŻ „Handwerker Cajtung”. Nie stracił jednak całkowicie zainteresowania sprawami rzemiosła. W maju 1929 zajął się urządzaniem pawilonu rzemieślniczego na Powszechnej Wystawie Krajowej w Poznaniu. W późniejszych latach wspierał opozycyjną wobec CZRŻ syjonistyczną organizację rzemieślniczą.
W 1927 roku zajął po zmarłym ojcu miejsce w strukturach Stowarzyszenia Wzajemnej Pomocy na Wypadek Śmierci „Ostatnia Wzajemna Przysługa”. Według niektórych źródeł w 1928 roku miał podjąć starania, aczkolwiek uwieńczone niepowodzeniem, by wyjechać do Genewy i podjąć pracę w Agencji Żydowskiej. Niepowodzeniem zakończyło się także przedsięwzięcie biznesowe w postaci produkcji beretów, w które zainwestował pieniądze z odprawy otrzymanej po zakończeniu pracy w Banku dla Spółdzielni.
W latach 1929–1930 był zaangażowany w działalność Centralnego Komitetu Pomocy Żydom m.st. Warszawy, który niósł pomoc warszawskim Żydom dotkniętym skutkami wielkiego kryzysu.

#### Działalność polityczna
Jesienią 1918 roku Czerniaków z ramienia żydowskiego ruchu rzemieślniczego zaangażował się w kampanię wyborczą do rady Gminy Wyznaniowej Żydowskiej w Warszawie. Wybory ostatecznie się jednak nie odbyły ze względu na sprzeciw władz państwowych.
W 1919 roku kandydował w wyborach do warszawskiej Rady Miejskiej z listy Centralnego Związku Rzemieślniczego. Ani Czerniakowowi, ani żadnemu innemu z kandydatów Związku nie udało się jednak zdobyć mandatu.
Podczas pierwszych powojennych wyborów do rady Gminy Wyznaniowej Żydowskiej, które odbyły się w czerwcu 1924 roku, Centralny Związek Rzemieślniczy wystawił własną listę, pozostając jednocześnie w sojuszu z syjonistyczną Radą Narodową. Czerniaków wszedł w skład komitetu wyborczego, koordynował akcję wyborczą, uczestniczył w wiecach kampanijnych. Gdy po ogłoszeniu wyników Związek popadł w spór z Radą Narodową, Czerniaków podjął u komisarza rządowego zabiegi, dzięki którym w radzie gminy znaleźli się ostatecznie dwaj przedstawiciele rzemieślników: jeden wybrany z listy CZR, drugi z listy RN.
Z ramienia zjednoczonego Centralnego Związku Rzemieślników Żydów wystartował w kolejnych wyborach do warszawskiej Rady Miejskiej, które odbyły się 22 maja 1927 roku. Tym razem żydowscy rzemieślnicy wystawili swoich kandydatów w ramach szerszego bloku wyborczego zorganizowanego przez syjonistów (Żydowski Blok Narodowy). Czerniaków aktywnie zaangażował się w kampanię wyborczą. Jego wysiłki zostały uwieńczone sukcesem, gdyż znalazł się w gronie piętnastu kandydatów ŻBN, którym udało się zdobyć mandat. Jako radny zasiadał w komisji finansowo-budżetowej i komisji regulacji miasta. Uczestniczył także w pracach Komitetu Rozbudowy Miasta. Nieliczne zachowane dokumenty zdają się wskazywać, że starał się przede wszystkim reprezentować interesy rzemieślników, a ponadto interesował się sprawami żydowskiego szkolnictwa zawodowego i działalnością przedsiębiorstw miejskich. Co najmniej dwukrotnie znalazł się w składzie warszawskiej delegacji na zjazd Związku Miast Polskich. Mandat radnego stracił w marcu 1934 roku, kiedy to Rada Miejska została rozwiązana przez władze sanacyjne.
Podczas wyborów parlamentarnych w 1928 roku CZRŻ zdecydował się wystawić swoich kandydatów w ramach kierowanego przez Izaaka Grünbauma i zdominowanego przez stronnictwa narodowo-syjonistyczne Żydowskiego Bloku Wyborczego (ŻBW) przy Bloku Mniejszości Narodowych (BMN). Czerniaków został wtedy zgłoszony jako kandydat do Senatu z okręgu wołyńskiego. Został jednocześnie wiceprzewodniczącym komitetu wyborczego ŻBW. Mimo iż jego wybór uważano niemalże za pewny, nie zdołał zdobyć mandatu, co Urynowicz przypisuje „apatii” panującej podówczas wśród żydowskiej prasy, agitatorów i wyborców, zainteresowanych w większym stopniu wcześniejszymi wyborami do Sejmu.
Dwa lata później, gdy w okręgu wołyńskim ogłoszono wybory uzupełniające do Sejmu i Senatu, Czerniaków po raz kolejny zgłosił swoją kandydaturę do izby wyższej parlamentu. Ponownie też wystartował w ramach bloku wyborczego pod przewodnictwem Izaaka Grünbauma. Jednakże ze względu na fakt, że nie mógł tym razem liczyć na finansowe oraz organizacyjne wsparcie ze strony BMN i CZRŻ, był zmuszony sfinansować kampanię z własnych środków. W dodatku kampania jego i innych kandydatów z listy Grünbauma była zakłócana przez podporządkowany sanacji aparat państwowy. Niemniej w wyborach, które odbyły się 25 maja 1930 roku, zdołał uzyskać mandat. Ostatecznie nie został jednak zaprzysiężony i nie zasiadł w ławach senatorskich, gdyż zanim wznowiono obrady parlamentu, prezydent Ignacy Mościcki zdecydował 30 sierpnia 1930 roku o jego rozwiązaniu.
Podczas „wyborów brzeskich” w 1930 roku wystartował jako kandydat zorganizowanego przez Grünbauma syjonistycznego Bloku Obrony Praw Narodowości Żydowskiej w Polsce. Zachowane dokumenty zdają się wskazywać, że tym razem ubiegał się o mandat poselski, kandydując z czwartego miejsca na liście BOPNŻ w okręgu będzińskim. Nie udało mu się zdobyć mandatu.
W maju 1931 roku, podczas kolejnych wyborów do rady Gminy Wyznaniowej Żydowskiej w Warszawie, aktywnie wsparł kampanię wyborczą „listy opozycji rzemieślniczej”. Prawdopodobnie zgodził się również kandydować z jednego z dalszych miejsc na liście. Popierana przez niego lista uzyskała wtedy jeden mandat.
Na początku lat 30. zaczął się stopniowo wycofywać z życia politycznego, aczkolwiek według niepotwierdzonej relacji miał w 1939 roku znaleźć się raz jeszcze na liście kandydatów do Senatu.

#### Praca w „Zahanie” i tymczasowym zarządzie komisarycznym warszawskiej Gminy Wyznaniowej Żydowskiej

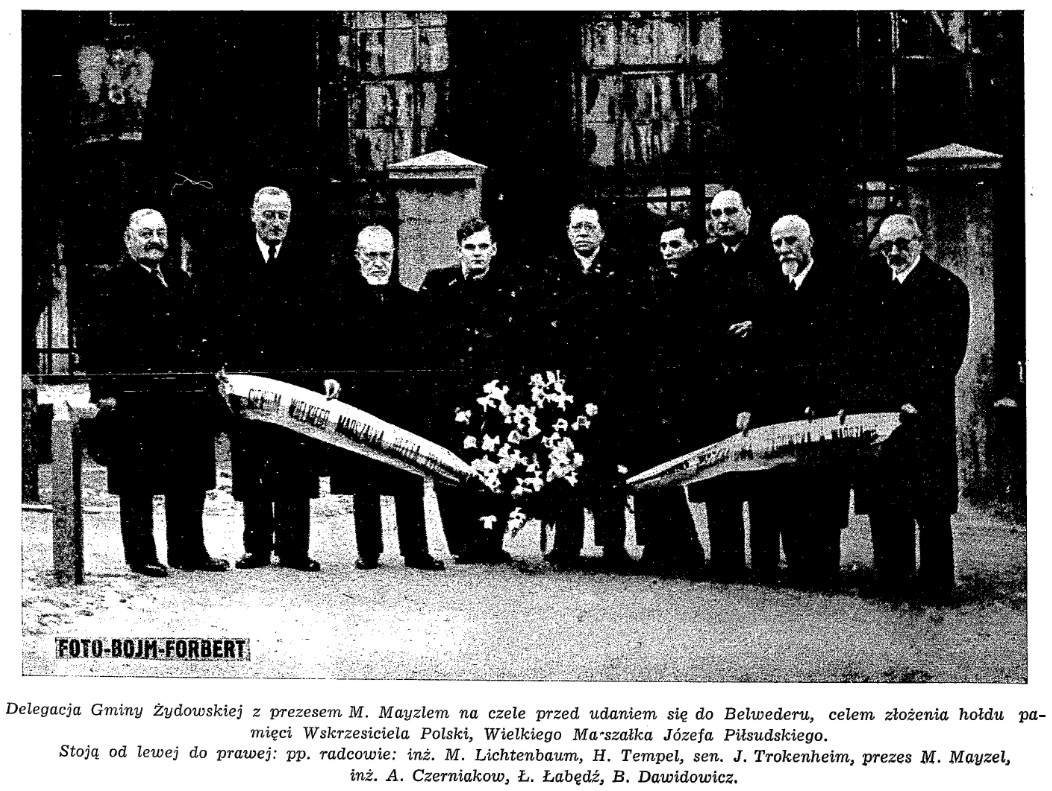
Czerniaków (trzeci z prawej) wraz z członkami delegacji Gminy Wyznaniowej Żydowskiej w Warszawie przed uroczystościami z okazji trzeciej rocznicy śmierci Józefa Piłsudskiego (1938)

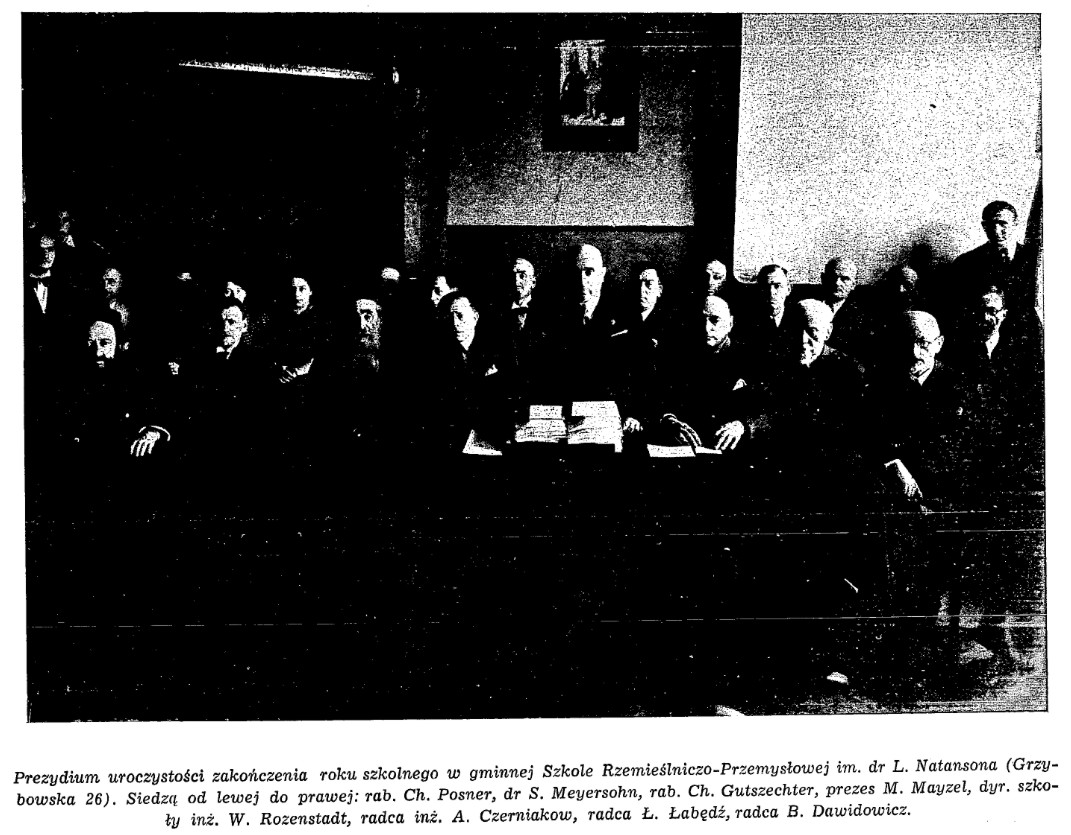
Czerniaków (w pierwszym rzędzie, trzeci z prawej) podczas uroczystości z okazji zakończenia roku szkolnego w Szkole Rzemieślniczej im. Ludwika Natansona

W 1932 roku Czerniaków podjął pracę w Polskim Towarzystwie Handlu Kompensacyjnego („Zahan”), którego zadaniem było wspieranie polskiego eksportu oraz pomoc w rozwiązywaniu sporów w handlu zagranicznym. Posadę zdobył prawdopodobnie dzięki pomocy Wacława Wiślickiego. Został dokooptowany do zarządu Towarzystwa jako jeden z członków. Pozostał w składzie tego gremium do grudnia 1939 roku.
We wrześniu 1936 roku odbyły się pierwsze od pięciu lat wybory do rady Gminy Wyznaniowej Żydowskiej w Warszawie. Na skutek politycznego rozdrobnienia oraz sporów partyjnych radcom nie udało się jednak wybrać przewodniczącego. W konsekwencji 7 stycznia 1937 roku narzucone przez sanację komisaryczne władze Warszawy podjęły decyzję o rozwiązaniu władz gminy. Jednocześnie powołano jej tymczasowy zarząd komisaryczny na czele z Maurycym Mayzelem. Fakt ten został przyjęty bardzo negatywnie przez żydowską opinię publiczną, która w działaniach władz dopatrywała się zamiaru ograniczenia żydowskiej samorządności. Na osoby, które zdecydowały się zasiąść w tymczasowym zarządzie komisarycznym, spadła silna krytyka. Niemniej Czerniaków otrzymawszy zaproszenie do udziału w tym gremium, zdecydował się je przyjąć. Za jego decyzją stała prawdopodobnie kalkulacja, iż zasiadanie w komisarycznych władzach gminy daje najlepszą w ówczesnych realiach możliwość działania na rzecz społeczności żydowskiej. Nie bez znaczenia był fakt, że od co najmniej 10 lat współpracował z Mayzelem, a w dodatku łączyły ich serdeczne stosunki. Na jego decyzję mogły mieć ponadto wpływ rosnące zagrożenie ze strony nazistowskich Niemiec oraz powołanie Państwowego Instytutu Rozrachunkowego, czego skutkiem było osłabienie pozycji „Zahanu”.
Zasiadając w tymczasowym zarządzie komisarycznym, Czerniaków zajmował się przede wszystkim sprawami szkolnictwa. Początkowo nadzorował wyłącznie szkolnictwo świeckie (w tym zawodowe), jednakże od drugiej połowy 1938 roku – jako przewodniczący wydziału szkolnego – sprawował już nadzór nad całością działalności oświatowej gminy. Niemniej pozostając nadal kierownikiem sekcji szkolnictwa zawodowego, poświęcał tej gałęzi oświaty szczególną uwagę. Do jego obowiązków należały ponadto sprawy związane z upamiętnianiem historii Żydów polskich. Został kustoszem utworzonego decyzją gminy Muzeum im. Mathiasa Bersohna. Dużą uwagę poświęcał również kwestii upamiętnienia Żydów – uczestników walk o niepodległość Polski.
Do obowiązków Czerniakowa należało ponadto sprawowanie funkcji reprezentacyjnych, w tym reprezentowanie gminy w kontaktach z władzami państwowymi. Podejmował wysiłki, by utrzymywać jak najlepsze stosunki z władzami sanacyjnymi, m.in. każdego roku uczestnicząc w delegacjach, które udawały się do Belwederu z okazji rocznicy śmierci Józefa Piłsudskiego. Niemniej na forum publicznym opowiadał się także za koniecznością stanowczych wystąpień przeciw przejawom dyskryminacji, z którymi spotykali się polscy Żydzi, w tym przeciwko zakazowi uboju rytualnego. Był zwolennikiem powołania ogólnopolskiego związku gmin żydowskich. Z ramienia gminy uczestniczył w wydarzeniach organizowanych przez ruch syjonistyczny.

### II wojna światowa

#### Wrzesień 1939 roku
Jest prawdopodobne, iż 29 sierpnia 1939 roku, w przededniu wybuchu II wojny światowej, Czerniaków wziął udział w wielkiej patriotycznej manifestacji, podczas której tysiące warszawskich Żydów na czele z władzami gminy i przedstawicielami rabinatu udało się do pracy przy kopaniu okopów.
Gdy 1 września 1939 roku hitlerowskie Niemcy rozpoczęły najazd na Polskę, Czerniaków pozostał w Warszawie. Tymczasem 6 września, reagując na apel ppłk. Romana Umiastowskiego, stolicę opuścił prezes Gminy Wyznaniowej Żydowskiej Maurycy Mayzel. Jego zniknięcie pogrążyło gminę w chaosie. W tych okolicznościach Czerniaków wziął na siebie ciężar kierowania jej strukturami. Realną władzę nad gminą objął między 8 a 15 września. Niedługo później jego pozycja została potwierdzona przez władze państwowe. 20 września Komisarz Cywilny przy Dowództwie Obrony Warszawy Stefan Starzyński polecił radcom gminy wykonywanie obowiązków jej tymczasowego przewodniczącego, wyznaczając Czerniakowa na „przewodniczącego obrad”, a Marka Lichtenbauma – na jego zastępcę. Trzy dni później Starzyński oficjalnie mianował Czerniakowa komisarycznym prezesem Gminy Wyznaniowej Żydowskiej.
10 września Czerniaków wstąpił w szeregi Straży Obywatelskiej (SO). Zabiegał, by jako reprezentanta żydowskich mieszkańców stolicy przyjęto go do komendy głównej SO, odmówiono mu jednak ze względu na panującą tam nieufność wobec Żydów. Wraz z synem Janem uczestniczył w codziennych działaniach biernej obrony przeciwlotniczej oraz SO. Z zapisków w jego dzienniku wynika, że wzorem szeregowych członków tych formacji odbywał nocne warty (tzw. stójki), a 24 września wziął udział w gaszeniu niemieckich bomb zapalających, które spadły na jego kamienicę. 14 października, w związku z postanowieniami układu kapitulacyjnego, komendant SO Janusz Regulski odebrał Czerniakowowi opaskę i legitymację tej formacji.
11–12 września Czerniaków wziął udział w organizowaniu Żydowskiego Komitetu Obywatelskiego (ŻKO), a następnie wszedł w skład jego pięcioosobowej egzekutywy. Bezskutecznie zabiegał o dokooptowanie przedstawicieli ŻKO w skład ogólnomiejskiego Komitetu Obywatelskiego.
W czasie oblężenia co najmniej dwukrotnie przyjął pod swój dach uchodźców wojennych. Nadal zajmował się sprawami „Zahanu”; między innymi 28 września, w dniu kapitulacji stolicy, odwiedził biuro towarzystwa w sprawie wypłaty pensji dla pracowników.

#### Przewodniczący Judenratu
1 października 1939 roku wojska niemieckie wkroczyły do Warszawy. Wraz z oddziałami Wehrmachtu w mieście pojawili się funkcjonariusze Einsatzgruppe IV (EG IV). Od pierwszych dni wojny, działając zapewne na podstawie opracowanych wcześniej wytycznych, Einsatzgruppen organizowały rady żydowskie (Judenraten) w zdobytych polskich miastach. Zadaniem tych gremiów miało być wdrażanie zarządzeń okupanta względem ludności żydowskiej. Analogicznie potoczyły się wypadki w Warszawie. Funkcjonariusze EG IV niezwłocznie przystąpili do rozpoznania żydowskiej elity, między innymi w tym celu zatrzymano i przesłuchano członków rodziny Zamenhofów. Ostatecznie na stanowisko przewodniczącego warszawskiego Judenratu niemieckie władze okupacyjne wyznaczyły Adama Czerniakowa.
Z zapisków w dzienniku Czerniakowa oraz relacji naocznych świadków wynika, że wkrótce po rozpoczęciu okupacji kilku funkcjonariuszy SS pojawiło się w siedzibie Gminy Wyznaniowej Żydowskiej, poszukując jej „zarządzającego”. Jednocześnie z budynku wypędzono wszystkich Żydów oraz zabrano klucze do gminnej kasy. W międzyczasie pod siedzibą gminy pojawił się Czerniaków, który przybył, by zająć się organizacją pogrzebu Samuela Dicksteina. Poinformowano go o zaistniałych wydarzeniach. Uzgodniono wtedy, że pracownicy gminy rozejdą się do domów, natomiast Czerniaków uda się do budynku, by porozmawiać z Niemcami. Został zatrzymany i zabrany do siedziby EG IV w gmachu przy al. Szucha 25. Tam SS-Obersturmbannführer Josef Meisinger rozkazał mu powołać 24-osobową Radę Starszych i stanąć na jej czele. Istnieją jednak rozbieżności pomiędzy źródłami w odniesieniu do dokładnej daty tych wydarzeń. Czerniaków zapisał w swym dzienniku, iż rozegrały się 4 października 1939 roku. Inni autorzy, bazując na zachowanych dokumentach Judenratu, datowali pierwszy kontakt Niemców z gminą żydowską na 3 października, a utworzenie Judenratu – na 7 października. W relacjach niektórych świadków pojawiają się z kolei daty 5 października, a nawet 10 lub 14 października.
Czerniaków spodziewał się, że Judenrat będzie odgrywał rolę zbliżoną do przedwojennego zarządu Gminy Wyznaniowej Żydowskiej. Kierując się poczuciem odpowiedzialności za los warszawskich Żydów, przyjął narzuconą przez okupanta funkcję. Z tego samego powodu odmówił później emigracji do Palestyny, mimo iż miał taką możliwość. Odmówił także przyjęcia honorowego obywatelstwa włoskiego, o które mógł się ubiegać dzięki wcześniejszemu udziałowi w pracach zarządu Towarzystwa Ubezpieczeń Riunione Adriatica di Sicurtà.
W pierwszej połowie października 1939 roku Czerniaków zdołał skompletować żądaną przez Niemców listę 24 członków Judenratu. Dzięki jego staraniom w pierwszym składzie Rady znaleźli się wybitni przedstawiciele warszawskiej społeczności żydowskiej, reprezentujący stosunkowo szerokie spektrum społeczno-polityczne. Oficjalna reaktywacja gminy żydowskiej oraz inauguracyjne posiedzenie Judenratu odbyły się w obecności Niemców 15 października 1939 roku.
Początkowo Czerniaków zakładał, że decyzje będą podejmowane przez Judenrat w sposób kolegialny. Z czasem jednak okazało się, że rozwiązanie to nie zdaje egzaminu w warunkach okupacyjnych. Po pewnym czasie zaczął więc traktować Radę jako ciało o charakterze przede wszystkim reprezentacyjnym, zapewniające legitymizację podejmowanym przez niego decyzjom. Kluczowe kwestie rozstrzygał natomiast w gronie najbardziej zaufanych współpracowników. Do grona tego zaliczali się przede wszystkim Abraham Gepner (kierownik Zakładu Zaopatrywania), Marek Lichtenbaum (formalny zastępca Czerniakowa), Józef Szeryński (komendant Żydowskiej Służby Porządkowej), Józef Jaszuński, Gustaw Wielikowski, Beniamin Zabłudowski, Abraham Sztolcman, Izrael Milejkowski, Ludwik Hirszfeld, Bolesław Rozensztadt, Izrael First, Marian Haendel, Jerzy Fuerstenberg, Mieczysław Lustberg i Kazimierz Rechthand. Czerniaków nie okazywał jednak ciągot dyktatorskich i w przypadku kwestii spornych zazwyczaj unikał siłowego narzucania radcom swej woli. Zdarzało się, że byli oni w stanie przeforsować decyzje, którym przewodniczący był przeciwny. Dla przykładu w grudniu 1941 roku przegłosowali podwyżkę cen chleba, której się sprzeciwiał. Dobierając sobie bliskich współpracowników, Czerniaków oczekiwał lojalności, a zarazem kierował się pragmatyzmem i oceną ich indywidualnej przydatności. Z tego powodu w gronie jego zaufanych znalazły się także osoby cieszące się złą reputacją (Zabłudowski) lub wręcz niemieccy konfidenci i kolaboranci (First, Haendel, Fuerstenberg). Czerniaków wykorzystywał tych ostatnich m.in. jako pośredników w kontaktach z władzami niemieckimi.
Początkowo Niemcy nadali Czerniakowowi tytuł „prezesa Rady Starszych Żydowskiej Gminy Wyznaniowej w Warszawie” (Der Präsident des Altestenrates der Jüdischen Kultusgemeinde in Warschau). Wkrótce uzupełniono go o człon wskazujący także na jego funkcję jako „przewodniczącego Rady Żydowskiej” (Der Obmann des Judenrates). Do września 1941 roku Czerniaków posługiwał się więc dwuczłonowym tytułem: Der Obmann des Judenrates und Präsident des Altestenrates der Jüdischen Kultusgemeinde in Warschau. Później w oficjalnej korespondencji figurował już wyłącznie jako Obmann. Z kolei warszawscy Żydzi zwyczajowo tytułowali go prezesem. On sam – w przekonaniu, że przewodniczenie Judenratowi jest swoistą kontynuacją misji powierzonej mu przez prezydenta Stefana Starzyńskiego – odnośnie do kierowanej przez siebie instytucji używał konsekwentnie nazwy „gmina”, uważając nazwę „Judenrat” za uwłaczającą.
W pierwszych tygodniach okupacji Judenrat był nadzorowany przez Sicherheitspolizei, co wymuszało na Czerniakowie częste wizyty w jej siedzibie przy al. Szucha. Począwszy od grudnia 1939 roku zwierzchnictwo nad radą było jednak stopniowo przejmowane przez niemiecką administrację cywilną w osobach kolejno komisarycznego prezydenta Warszawy Oskara Dengla i Stadthauptmanna Ludwiga Leista. Ostateczne usankcjonowanie tego stanu rzeczy nastąpiło w czerwcu 1940 roku. Prawo do wydawania poleceń Judenratowi rościli sobie także urzędnicy z urzędu gubernatora dystryktu warszawskiego. Za utrzymywanie z nimi kontaktów Czerniakowa niejednokrotnie spotykały nieprzyjemności ze strony Leista i jego podwładnych.
Na przełomie 1939/1940 roku Czerniaków kilkukrotnie był zmuszony podejmować zabiegi, by ratować Żydów, którzy pod rozmaitymi pretekstami zostali zatrzymani przez władze niemieckie w charakterze zakładników. W kilku przypadkach po zapłaceniu przez Judenrat żądanego okupu udało się zapobiec masowym represjom. Mimo licznych zabiegów Czerniaków nie zdołał jednak ocalić 53 mężczyzn z domu przy ul. Nalewki 9, których Niemcy rozstrzelali w listopadzie 1939 roku w odwecie za śmierć polskiego policjanta, który zginął z rąk pospolitego kryminalisty. Rodziny ofiar oraz żydowska opinia publiczna obarczyły później Czerniakowa odpowiedzialnością za śmierć zakładników, zarzucając mu niesłusznie opieszałość w przekazaniu kontrybucji. Czerniaków nie zdołał także uratować kilkudziesięciu przedstawicieli żydowskiej inteligencji, których aresztowano i rozstrzelano w Palmirach w związku ze sprawą rozbicia Polskiej Ludowej Akcji Niepodległościowej (PLAN).
Gdy w grudniu 1939 roku niemieckie władze narzuciły Żydom obowiązek noszenia opasek z gwiazdą Dawida, Czerniaków wypełniał go demonstracyjnie.
Na skutek antysemickich zarządzeń okupanta Czerniaków stracił miejsce w zarządzie „Zahanu”. Liczył, że będzie mógł nadal pracować na niższym stanowisku, jednakże polskie władze towarzystwa nie wyraziły na to zgody, jak również zwlekały z wypłaceniem mu odprawy. Jako że Czerniaków nie chciał pobierać wynagrodzenia z kasy Judenratu, pozostał w ten sposób bez środków do życia. Dopiero na skutek interwencji Abrahama Gepnera „Zahan” zgodził się wypłacić Czerniakowowi trzymiesięczne honorarium rozłożone na 12 miesięcy.

#### Wobec utworzenia getta
Już jesienią 1939 roku niemieckie władze policyjne podjęły pierwszą próbę utworzenia getta w Warszawie. 4 listopada SS-Sturmbannführer Bernhard Baatz zwołał nadzwyczajne posiedzenie Judenratu, podczas którego powołując się na rzekome rozkazy wojskowego komendanta Warszawy, nakazał, by wszyscy warszawscy Żydzi zostali w ciągu trzech dni przesiedleni na wyznaczone ulice w dzielnicy północnej. Czerniaków podjął intensywne zabiegi, aby zapobiec realizacji tego zarządzenia. Interweniował u komendanta miasta gen. Neumanna-Neurodego, wykorzystywał wzajemne niesnaski wśród członków kierownictwa warszawskiego Gestapo, a nawet próbował skłonić rezydującego w Krakowie przewodniczącego Komisji Koordynacyjnej żydowskich organizacji opiekuńczych, Michała Weicherta, by ten zainterweniował u władz Generalnego Gubernatorstwa. Dzięki staraniom Czerniakowa udało się przejściowo zapobiec utworzeniu getta.
Sukces ten był jednak chwilowy. Jeszcze w listopadzie 1939 roku u wylotu niektórych ulic dzielnicy północnej ustawiono ogrodzenia z drutu kolczastego oraz tablice z zakazem wstępu dla niemieckich żołnierzy. 22 marca 1940 roku w Warszawie rozpoczął się tzw. pogrom wielkanocny. Kilka dni wcześniej pod pretekstem pojawienia się przypadków tyfusu Niemcy ogłosili dzielnicę północną „obszarem zagrożonym epidemią” (niem. Seuchensperrgebiet). 27 marca Judenrat otrzymał rozkaz wzniesienia murów wokół tego obszaru. Cztery dni później rozpoczęto pierwsze prace. W międzyczasie Czerniaków próbował interweniować u różnych przedstawicieli niemieckich władz cywilnych i policyjnych, licząc, że pod pretekstem trudności technicznych i finansowych uda się doprowadzić do wstrzymania budowy murów. Musiał jednak ustąpić, gdy 9 kwietnia Niemcy zagrozili, że zostanie aresztowany, jeśli Judenrat natychmiast nie rozpocznie prac budowlanych w piętnastu wyznaczonych punktach miasta. Roboty ruszyły następnego dnia. Niemniej Czerniaków nie zrezygnował z dalszych zabiegów. 18 kwietnia udało mu się nawet doprowadzić do chwilowego wstrzymania prac przy budowie murów.
Mimo iż wraz z budową murów wokół Seuchensperrgebiet niemieckie zamiary stworzenia getta zarysowały się wyraźnie, Czerniaków nie tracił nadziei, że realizacji planów okupanta uda się zapobiec bądź też maksymalnie ją złagodzić. Liczył w szczególności, że Niemcy zgodzą się, aby „dzielnica żydowska” zachowała charakter otwarty. Starał się też przeciwdziałać innym potencjalnie niekorzystnym dla Żydów rozwiązaniom, w tym zwłaszcza umiejscowieniu getta na obszarze mniejszym niż pierwotna Seuchensperrgebiet. Na dłuższą metę jego zabiegi skazane były jednak na niepowodzenie. Ostatecznie zarządzenie w sprawie utworzenia „dzielnicy żydowskiej” zostało podpisane przez gubernatora Ludwiga Fischera 2 października 1940 roku, a dziesięć dni później ogłoszono je przez megafony uliczne. Podczas wytyczania granic getta Czerniaków usiłował w kontaktach z władzami niemieckimi wynegocjować korzystne dla Żydów rozwiązania, unikając jednocześnie bezpośredniej konfrontacji z polskim Zarządem Miejskim, któremu z kolei zależało na ograniczeniu obszaru żydowskiej dzielnicy zamkniętej. 11 listopada przeprowadził się ze swego mieszkania przy ul. Wspólnej 58 na ul. Elektoralną 11. Pięć dni później bramy getta zostały zamknięte.

#### W getcie warszawskim

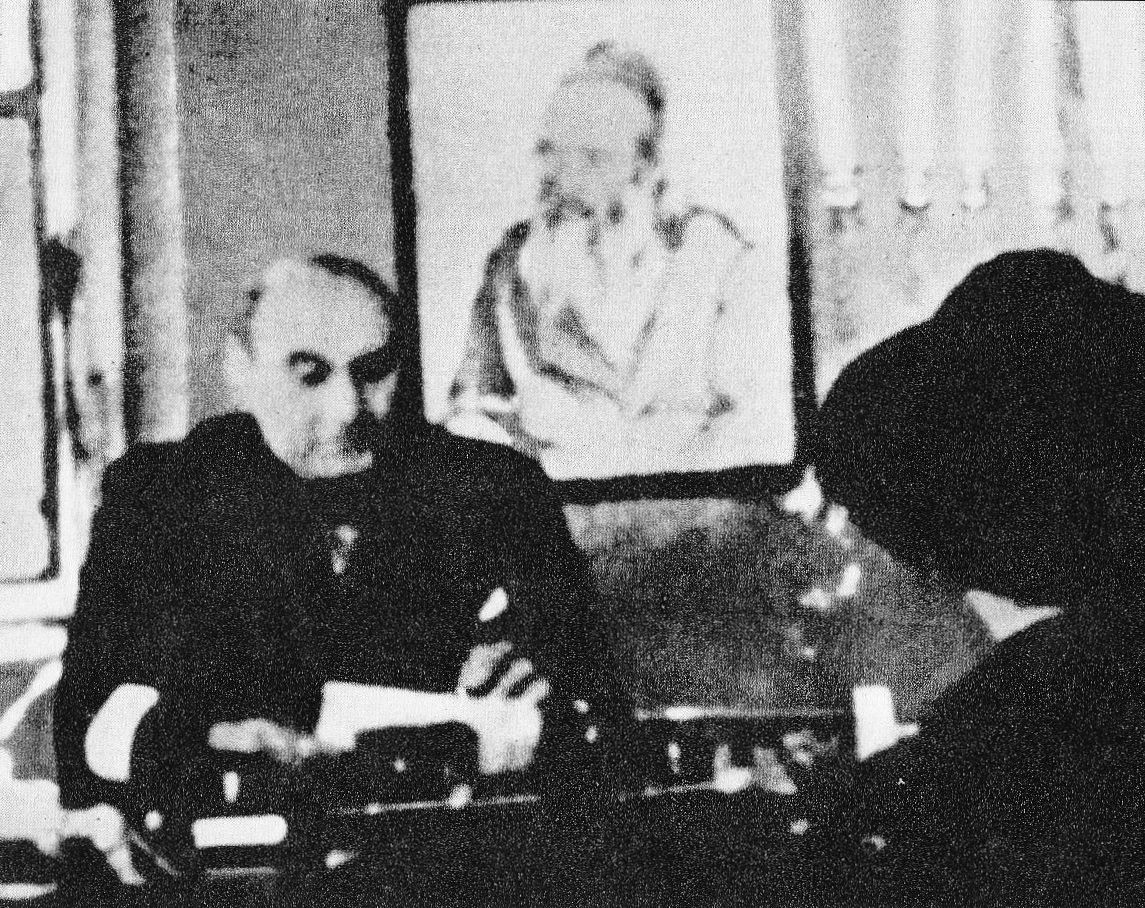
Adam Czerniaków w swoim gabinecie w siedzibie Judenratu

W październiku 1940 roku, wraz z ogłoszeniem planów utworzenia getta, nadzór nad Judenratem przejął szef Urzędu Przesiedleń (niem. Umsiedlungsamt) Waldemar Schön. Stosunki między Schönem a Czerniakowem układały się bardzo źle. W okresie jego rządów przewodniczący Judenratu został dwukrotnie aresztowany i pobity. 15 marca 1941 roku Umsiedlungsamt został rozwiązany. Dwa miesiące później nadzór nad gettem i Judenratem przejął nowo powołany komisarz dzielnicy żydowskiej Heinz Auerswald. Stosunki między Czerniakowem a Auerswaldem układały się początkowo poprawnie. Z czasem jednak zaczęły się pogarszać, zwłaszcza gdy komisarz okazał się być jednym z głównych inicjatorów polityki mordowania Żydów, którzy bez zezwolenia opuszczali getto. Jednocześnie Czerniaków był nadal zobowiązany do stawiania się raz w tygodniu w urzędzie komendanta SD i policji bezpieczeństwa w Warszawie (KdS), by zdać sprawozdanie Karlowi Georgowi Brandtowi i Gerhardowi Mendemu, szefom podreferatu IV B 4, w którego gestii leżały „sprawy żydowskie” (tzw. Judenreferat). W trakcie tych wizyt towarzyszył mu zawsze komendant Żydowskiej Służby Porządkowej Józef Szeryński.
Czerniaków starał się prowadzić wobec Niemców politykę pragmatyczną i kompromisową. Wierzył, że takie postępowanie pozwoli możliwie jak największej liczbie mieszkańców getta doczekać końca wojny. Zazwyczaj unikał otwartej konfrontacji z okupantem, starając się w zamian stosować perswazję i odpowiednio dobraną argumentację, a także w miarę możliwości opóźniać wykonanie najbardziej dotkliwych dla Żydów zarządzeń. Gdy wymagały tego okoliczności, płacił kontrybucje lub łapówki bądź wręczał prezenty niemieckim funkcjonariuszom. Starał się także wykorzystywać rozbieżności i niesnaski pomiędzy różnymi agendami władz okupacyjnych.
Podejmował starania, by zniweczyć lub co najmniej opóźnić niemieckie plany zmniejszenia powierzchni getta. Jesienią 1941 roku dzięki intensywnym zabiegom Czerniakowowi udało się uniemożliwić wyłączenie z dzielnicy zamkniętej obszarów leżących na południe od ul. Chłodnej („małe getto”). Na dłuższą metę nie udało mu się jednak zapobiec stopniowemu zmniejszaniu powierzchni dzielnicy zamkniętej, w tym zwłaszcza wyłączeniu z niej Wielkiej Synagogi i Biblioteki Judaistycznej przy ul. Tłomackie (aczkolwiek zdołano opóźnić ich oddanie o blisko cztery miesiące w stosunku do pierwotnych zarządzeń). Ze względu na fakt, iż getto było pozbawione jakichkolwiek terenów zielonych, podejmował starania, by włączyć w jego granice chociażby fragment Ogrodu Krasińskich, jednakże bez powodzenia.
Od wiosny 1941 roku Czerniaków starał się interweniować u władz niemieckich w sprawie zwiększenia racji żywnościowych dla głodującego getta. Jego zabiegi spełzły jednak na niczym. Nie zdołał także uzyskać zgody na dokonywanie przez Zakład Zaopatrywania zakupów żywności w centralach rolniczych poza gettem. Usiłował, zwłaszcza do czasu przystąpienia Stanów Zjednoczonych do wojny, uzyskać dla warszawskich Żydów pomoc finansową z zagranicy. Wraz z Abrahamem Gepnerem objął nieformalnym patronatem badania nad skutkami choroby głodowej, które były nielegalnie prowadzone w gettowych szpitalach. Uczestniczył nawet w niektórych spotkaniach związanych z tym projektem. W miarę ograniczonych możliwości starał się nieść pomoc napływającym do getta uchodźcom i przesiedleńcom. Chciał, aby getto doczekało końca wojny w możliwie niezmienionym charakterze, a niemieckie ingerencje w jego życie wewnętrzne były jak najbardziej ograniczone. Z tego powodu starał się torpedować plany niektórych niemieckich funkcjonariuszy, którzy dążyli do „produktywizacji” warszawskich Żydów i przekształcenia getta warszawskiego – wzorem getta łódzkiego – w wielki obóz pracy. 
Czerniaków podejmował wysiłki, by pomóc najuboższym, m.in. organizując zbiórki dla pacjentów szpitali lub osobiście kwestując na ulicach na rzecz zimowej pomocy dla ubogich. Mimo sprzeciwu pozostałych radców zdołał przeforsować zwolnienie najuboższych z opłat za karty chlebowe. Podejmował także starania, by zracjonalizować funkcjonowanie kuchni ludowych. Bardzo wiele uwagi, co doceniali nawet jego najzagorzalsi krytycy, poświęcał położeniu dzieci. Starał się pozyskać dla nich specjalne przydziały żywności, brał udział w otwieraniu sierocińców i ogródków dziecięcych, kwestię bezdomności wśród nieletnich poruszał w kontaktach z Niemcami. Aby zdobyć środki na pomoc dzieciom i najuboższym, starał się pozyskiwać świadczenia pieniężne od gettowych prominentów, nie wahając się przy tym podejmować wobec nich ostrych środków. Dwukrotnie był współorganizatorem akcji „Miesiąc Dziecka”, aczkolwiek była ona silnie krytykowana przez działaczy społecznych, w tym Janusza Korczaka i Emanuela Ringelbluma, którzy m.in. zarzucali jej organizatorom niegospodarność oraz prowadzenie działań o charakterze pozorowanym i propagandowym. W lipcu 1942 roku, po długich staraniach, zdołał uzyskać zgodę na zorganizowanie w getcie zakładu, który łączyłby funkcje schroniska i domu poprawczego, przeznaczonego dla nieletnich Żydów, których ujęto po „aryjskiej stronie”. Mimo iż osobiście miał dość lekceważący stosunek do judaizmu i związanych z nim tradycji, podejmował zabiegi u władz niemieckich w sprawie przywrócenia możliwości publicznego sprawowania obrządków religijnych, przydziału mąki macowej zamiast chlebowej na święto Pesach czy zwolnienia Żydów z obowiązku pracy w dniu szabatu. W maju 1941 roku zdołał uzyskać u Niemców zgodę na zorganizowanie pierwszego od początku okupacji oficjalnego szabatu w getcie.
W miarę możliwości Czerniaków starał się pomagać przedstawicielom żydowskiej inteligencji i środowisk artystycznych, najczęściej poprzez składanie u nich zamówień na konkretne prace. Między innymi zamówił u Romana Kramsztyka swój portret, a u Józefa Śliwniaka – witraże, które zawisły następnie w jego gabinecie oraz w sali recepcyjnej Judenratu. Podobnie jak przed wojną dużo uwagi poświęcał kwestiom edukacji. Podejmował zabiegi u Niemców, uwieńczone sukcesem dopiero we wrześniu 1941 roku, aby uzyskać pozwolenie na ponowne uruchomienie żydowskich szkół powszechnych. Starał się także wspierać różne formy aktywności intelektualnej i artystycznej. Jesienią 1941 roku wraz z grupą przedwojennych dziennikarzy podjął próbę utworzenia warszawskiej gazety dla Żydów, odrębnej od wydawanej w Krakowie gadzinowej „Gazety Żydowskiej” (nie uzyskał jednak zgody Niemców). Został honorowym prezesem, a jego żona – przewodniczącą, patronatu nad Żydowską Orkiestrą Symfoniczną. Zachęcał także do wystawienia w getcie opery oraz bezskutecznie zabiegał u Niemców o zgodę na uruchomienie kina.
Warszawski Judenrat był zmuszony przejąć odpowiedzialność za szereg zadań, które uprzednio nie leżały w kompetencjach Gminy Wyznaniowej Żydowskiej. Czerniaków mimo licznych wysiłków nie zdołał go przekształcić w sprawnie funkcjonującą machinę administracyjną. W budżecie notorycznie brakowało pieniędzy, a w biurach i magazynach – najbardziej potrzebnych materiałów. Niskie pensje i wojenna demoralizacja spowodowały, że na niższych szczeblach drabiny urzędniczej na masową skalę szerzyły się korupcja i inne nadużycia. Czerniaków – mimo osobistej uczciwości oraz podejmowanych wysiłków – nie był w stanie skutecznie zapobiec tym zjawiskom. Niezadowolenie mieszkańców getta, wywołane korupcją, niekompetencją i arogancją urzędników, lecz także – wynikającym z przyczyn obiektywnych – brakiem możliwości rozwiązania szeregu dotykających ludność problemów, przekładało się na negatywny wizerunek Judenratu i Czerniakowa. Niechęć, a nawet nienawiść wobec Judenratu miały charakter wręcz powszechny. Fakt, iż to na Judenracie koncentrowały się w pierwszym rzędzie gniew i frustracja żydowskich mas, był z satysfakcją odnotowywany przez Auerswalda.
Jednym z najbardziej kontrowersyjnych obszarów działalności Czerniakowa i Judenratu było zapewnianie żądanych przez Niemców kontyngentów przymusowej siły roboczej. Licząc na wstrzymanie brutalnych ulicznych łapanek, które niemiecka policja urządzała w getcie, Czerniaków zobowiązał się dostarczać żądaną przez Niemców liczbę robotników. Byli oni wyłapywani na ulicach przez funkcjonariuszy ŻSP. Ze względu na wszechobecną korupcję dochodziło przy tym do szeregu nadużyć, a do obozów trafiali przede wszystkim najubożsi Żydzi, nie posiadający środków na wykupienie się. Czerniaków organizował zbiórki pieniędzy i odzieży na rzecz Żydów przetrzymywanych w obozach pracy. Ich rodzinom Judenrat zapewnił niewielkie zapomogi. Czerniaków starał się jednocześnie interweniować w warszawskim Gestapo w sprawie złych warunków panujących w obozach oraz brutalności strażników. Zabiegi te w większości wypadków okazały się jednak nieskuteczne. Gdy informacje o tragicznych warunkach panujących w obozach pracy dotarły do getta, na Czerniakowa i Judenrat spadła gwałtowna krytyka.
Po utworzeniu getta Czerniaków musiał nadal podejmować zabiegi w warszawskim Gestapo, by doprowadzić do uwolnienia aresztowanych pod rozmaitymi pretekstami Żydów. Jeden z największych sukcesów na tym polu odniósł w kwietniu 1942 roku. W zamian za dostarczenie Niemcom znacznej ilości futer zdołał wtedy doprowadzić do zwolnienia z aresztu ponad setki osób, które zatrzymano pod zarzutem nielegalnego opuszczenia getta. Pomógł także wielu innym osobom, w tym cadykowi Abrahamowi Mordechajowi Alterowi. W wielu wypadkach interwencje kończyły się jednak niepowodzeniem. Mimo wielu wysiłków Czerniaków nie zdołał doprowadzić do zwolnienia Józefa Szeryńskiego, którego Niemcy aresztowali w maju 1942 roku. Mimo prób zapłacenia okupu nie udało mu się także uratować 110 więźniów Aresztu Centralnego, których na początku lipca 1942 roku Niemcy rozstrzelali w podwarszawskich Babicach.
Kontakty z władzami niemieckimi nierzadko wiązały się dla Czerniakowa z szykanami, upokorzeniami, a nawet fizycznymi napaściami. Zdarzało się, że w niemieckich urzędach zmuszano go do wielogodzinnego stania w poczekalni w oczekiwaniu na audiencję lub po wielogodzinnym oczekiwaniu odsyłano go bez wysłuchania. Niekiedy w ogóle nie chciano z nim rozmawiać i odsyłano go kolejno do różnych urzędników. Wielokrotnie grożono mu lub usiłowano wymuszać od niego łapówki. Do władz niemieckich napływały wymierzone weń donosy. Dwukrotnie za sprawą żydowskich konfidentów Gestapo został pobity i na krótko aresztowany. Po raz pierwszy zdarzyło się to 4 listopada 1940 roku, kiedy to grupa niemieckich policjantów z inspiracji żydowskiego konfidenta o nazwisku Sachsenhaus wtargnęła do siedziby Judenratu. Czerniaków wraz z kilkoma innymi osobami został wtedy pobity i aresztowany. Zwolniono go następnego dnia. 6–10 kwietnia 1941 roku w podobnych okolicznościach został po raz drugi aresztowany i pobity. Incydenty te znosił z godnością, co wywarło nawet pewne wrażenie na Niemcach.
Z perspektywy Czerniakowa poważnym problemem była działalność żydowskich kolaborantów. Niektórzy korzystali z protekcji rozmaitych niemieckich instytucji cywilnych lub policyjnych wyłącznie po to, aby móc prowadzić w getcie lukratywne interesy. Inni, posiadający ambicje polityczne, starali się jednak mieszać w sprawy Judenratu lub nawet – jak w przypadku Abrachama Gancwajcha i kierowanej przezeń „Trzynastki” – przejąć nad nim kontrolę. Czerniaków zazwyczaj starał się ich neutralizować za pomocą zakulisowych zabiegów u Niemców, nierzadko wykorzystując w tym celu niesnaski i rozbieżności pomiędzy poszczególnymi funkcjonariuszami i agendami władz okupacyjnych.
Czerniaków był gwałtownie krytykowany przez żydowski ruch oporu. Musiał się także mierzyć z opozycją wewnątrz getta, która ogniskowała się wokół żydowskich instytucji opiekuńczych, skupionych od października 1940 roku w Żydowskim Towarzystwie Opieki Społecznej (ŻTOS). Przez długi czas odmawiały one uznania zwierzchnictwa Żydowskiego Komitetu Opiekuńczego Miejskiego (ŻKOM), będącego warszawską agendą Żydowskiej Samopomocy Społecznej i kierowanego przez radcę Judenratu Stanisława Szereszewskiego. Ich przedstawiciele, w tym Emanuel Ringelblum, oskarżali Czerniakowa i Judenrat o chęć przejęcia całkowitej kontroli nad opieką społeczną w getcie i nadania jej charakteru zbliżonego do przedwojennej filantropii. Jednocześnie stali na stanowisku, że Judenrat powinien uważać się za organ żydowski i okazywać lojalność wobec żydowskiej kultury. Z tego powodu bardzo krytycznie odnosili się do faktu, iż to język polski jest przede wszystkim używany przez pracowników Judenratu, a wielu konwertytów zajmuje prominentne stanowiska w jego strukturach. Główne zarzuty odnosiły się jednak do polityki podatkowej Judenratu, która w ocenie działaczy społecznych faworyzowała najbogatszych kosztem najuboższych. Czerniaków, co wynika z zapisów w jego dzienniku, odrzucał większość oskarżeń. Niemniej starał się znaleźć rozwiązania dla przynajmniej części problemów podnoszonych przez działaczy społecznych. Na początku 1942 roku podjął próbę zwiększenia progresywności gettowego systemu podatkowego. Napotkał jednak na sprzeciw zarówno ze strony Niemców, jak i Rady Gospodarczej przy Judenracie. Nie zgodził się, by jidysz stał się oficjalnym językiem Judenratu, jednakże zarządził, by rozporządzenia były wydawane zarówno w języku polskim, jak i w jidysz.
Czerniaków konsekwentnie podkreślał swoją lojalność wobec państwa polskiego. W jego gabinecie wisiał portret Józefa Piłsudskiego, mimo niemieckich zakazów zdarzało mu się także grać Mazurka Dąbrowskiego. Starał się chronić konwertytów przed wrogością żydowskich nacjonalistów. Utrzymywał dobre stosunki z Julianem Kulskim i kierowanym przezeń polskim Zarządem Miejskim. W kontaktach z tą instytucją prezentował co do zasady postawę ugodową, akceptując jej prymat i starając się wygaszać pojawiające się konflikty – mimo iż zdarzały się wypadki, gdy Zarząd Miejski forsował interesy swoje i polskiej większości kosztem Judenratu i Żydów. Z czasem, gdy sytuacja getta i jego mieszkańców zaczęła się pogarszać, w stosunkach z polską administracją zaczął prezentować większą asertywność, aczkolwiek „nie przekraczając nigdy granic lojalności”.
Osobisty sekretarz Czerniakowa, Leon Tyszka, utrzymywał, że prezes nie odrzucał idei zbrojnej walki z okupantem, jednakże uważał ją za stanowczo przedwczesną. Mimo braku osobistego zaangażowania w działalność podziemną, pomógł ukryć w getcie siostrę Kazimierza Kotta, jednego z przywódców konspiracyjnej PLAN. Prawdopodobnie wiedział również o działalności Oneg Szabat. Niemniej był przeciwny działaniom, które mogłyby zantagonizować Niemców i sprowokować masowe represje. Gdy w nocy z 17 na 18 kwietnia 1942 roku Gestapo zamordowało na ulicach getta 52 osoby, bezskutecznie zażądał od Maurycego Orzecha i Emanuela Ringelbluma wstrzymania kolportażu podziemnej prasy. Na jego polecenie ŻSP wydała ponadto komunikat, który informował, że niemiecka akcja „miała charakter sporadyczny w celu ukarania tych osób, które zajmowały się nie swoimi sprawami”, oraz wzywał ludność do zachowania spokoju. Tomasz Szarota uznał później reakcję Czerniakowa na te wydarzenia za „największy błąd w jego życiu”.

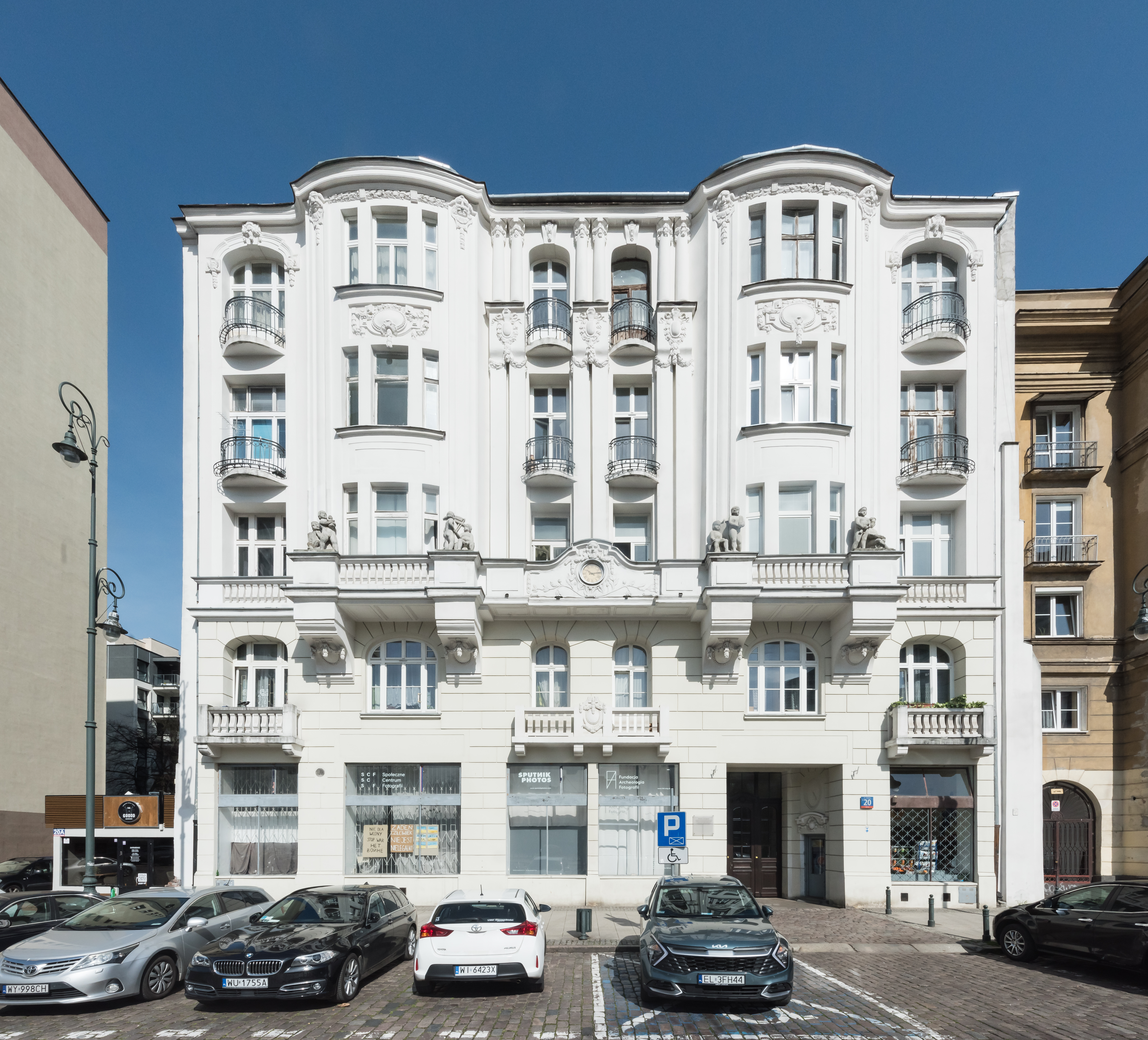
Kamienica pod Zegarem przy ul. Chłodnej 20, w której Czerniaków mieszkał od grudnia 1941 do swojej śmierci w lipcu 1942

Po zamknięciu w getcie Czerniaków wraz z żoną mieszkał początkowo w domu przy ul. Elektoralnej 11. W grudniu 1941 roku przenieśli się do kamienicy pod Zegarem przy ul. Chłodnej 20, gdzie zajęli lokal na pierwszym piętrze. W lipcu 1942 roku zamieszkała z nimi świeżo owdowiała Bella Ginzburg, lekarz-dermatolog w szpitalu na Czystem, a zarazem teściowa ich syna, Jana.
Czerniaków jako jeden z nielicznych Żydów posiadał przez pewien czas długoterminową przepustkę pozwalającą na opuszczanie getta. Starał się w miarę możliwości utrzymać przedwojenny styl życia. Stopniowo coraz mocniej zaczął jednak odczuwać fizyczne i psychiczne obciążenie związane z wykonywaną funkcją. W styczniu 1940 roku usiłował nawet zrezygnować z kierowania Judenratem, jednakże nie uzyskał pozwolenia Niemców. W późniejszym czasie cierpiał na narastające dolegliwości fizyczne rozmaitej natury, wywołane stresem i przemęczeniem, a także dwukrotnym aresztowaniem i pobiciem.
W maju 1942 roku niemiecka ekipa kręciła w getcie film, mający ukazać jego mieszkańców zgodnie z wymogami goebbelsowskiej propagandy. Co najmniej dwukrotnie Czerniaków był filmowany w swoim gabinecie, a według niektórych źródeł filmowano sceny także w jego mieszkaniu. Niemcy usiłowali go ponadto zmusić, by na potrzeby filmu wystąpił jako gospodarz na zainscenizowanym balu. Ostatecznie uniknął tego dzięki interwencji Auerswalda.

#### Śmierć

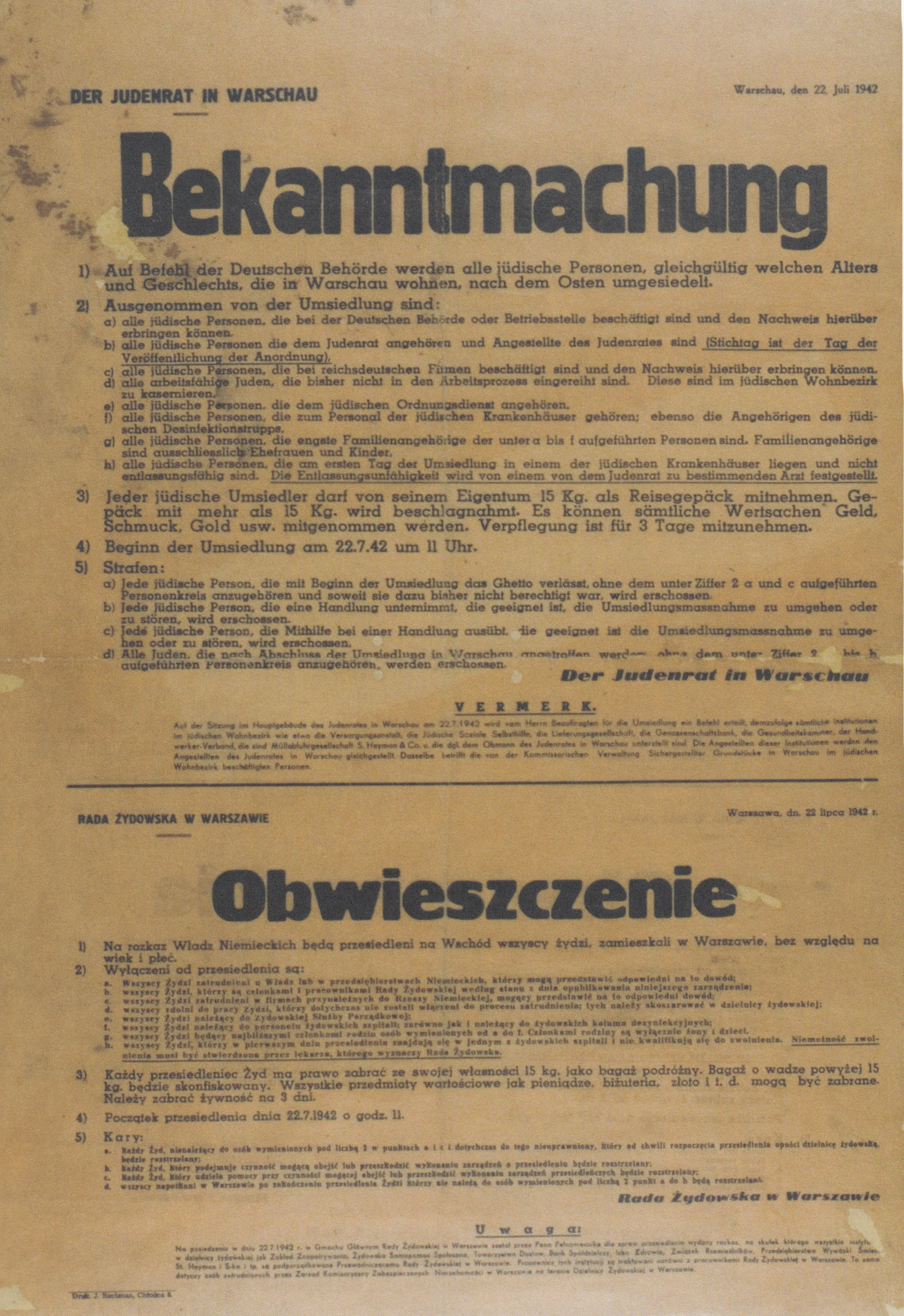
Obwieszczenie warszawskiego Judenratu z 22 lipca 1942 roku, wydane na rozkaz Niemców, ogłaszające rozpoczęcie „przesiedlenia na Wschód”

Na początku 1942 roku w getcie zaczęły krążyć pogłoski o zbliżającym się „wysiedleniu”. Ich ślady można znaleźć także w osobistym dzienniku Czerniakowa. Jest możliwe, że otrzymywał on w tej sprawie ostrzeżenia od polskich kolegów oraz od Żydów współpracujących z okupantem. Starał się wybadać stanowisko Niemców, jednakże był przez nich konsekwentnie dezinformowany. 18 lipca 1942 roku, gdy pogłoski na temat zbliżającej się deportacji przybrały na sile, Czerniaków udał się do siedziby KdS w al. Szucha, gdzie Brandt i Mende, kierownicy podreferatu IV B 4, zapewnili go, że nic nie wiedzą o planowanym wysiedleniu, ani też nie wierzą w plotki na ten temat. Dwa dni później Czerniaków ponownie spotkał się z funkcjonariuszami warszawskiego Gestapo, a następnie z komisarzem Auerswaldem. Ponownie usłyszał wtedy uspokajające zapewnienia, niektórzy z Niemców demonstrowali nawet oburzenie „z powodu rozsiewanych pogłosek”. Uwierzywszy ich słowom, Czerniaków zapewnił mieszkańców dzielnicy zamkniętej, że nie mają powodów do obaw.
Tymczasem 21 lipca 1942 roku Niemcy aresztowali 60 ważnych osobistości getta, w tym Abrahama Gepnera i wielu członków Judenratu. Następnego dnia mury getta obstawiono posterunkami policji granatowej oraz wschodnich formacji kolaboracyjnych. Około godziny 9:00 lub 10:00 do siedziby Judenratu przy ul. Grzybowskiej 26/28 przyjechała grupa esesmanów. Otoczywszy budynek i usunąwszy urzędników ze skrzydła, w którym znajdował się gabinet przewodniczącego, zwołali posiedzenie Rady. Obok Czerniakowa wzięło w nim udział kilku niearesztowanych jeszcze radców oraz p.o. kierownika ŻSP Jakub Lejkin. Spotkanie poprowadził SS-Hauptsturmführer Hermann Höfle, szef przybyłego z Lublina niemieckiego „sztabu wysiedleńczego”, który poinformował zebranych, że „z pewnymi wyjątkami” warszawscy Żydzi zostaną wywiezieni „na wschód”. Judenrat uczyniono odpowiedzialnym za poinformowanie ludności o planowanym „wysiedleniu”, a także za dostarczenie na Umschlagplatz codziennie 6 tys. osób. Niemcy zapowiedzieli, że sabotowanie ich zarządzeń będzie karane śmiercią. Jednocześnie Höfle zagroził Czerniakowowi, że jego żona „na razie jest wolna, ale jeżeli wysiedlenie się nie uda, pierwsza będzie jako zakładnik rozstrzelana”. Ten ostatni nie stawiał oporu, usiłował natomiast poszerzyć kategorię osób wyłączonych z deportacji. Höfle, być może chcąc uśpić jego podejrzenia, okazał się pozornie skłonny do ustępstw. Wydane jeszcze tego samego dnia obwieszczenie Judenratu zostało sformułowane w ten sposób, iż jego zapisy dawały nadzieję, że „wysiedleniem” zostanie objętych około 50–60 tys. Żydów, a więc około 30% mieszkańców getta.
Nie ma dowodów, które wskazywałyby, że Czerniaków wiedział, iż „wysiedlenie na wschód” oznacza śmierć w komorach gazowych obozu zagłady w Treblince. Prawdopodobnie zdawał sobie jednak sprawę, że większość wywiezionych Żydów nie przeżyje deportacji. W tych okolicznościach sprawą priorytetową było dla niego zapewnienie bezpieczeństwa dzieciom z gettowych sierocińców. Od momentu przybycia „sztabu wysiedleńczego” była to kwestia sporna, niemniej Niemcy początkowo odwlekali ostateczną decyzję w tej sprawie. Czerniaków miał nadzieję, że uda się wynegocjować wyłączenie sierocińców z deportacji. Z relacji jego żony oraz innych świadków wynika ponadto, iż zapowiedział, że gwarantuje własnym życiem bezpieczeństwo dzieci.

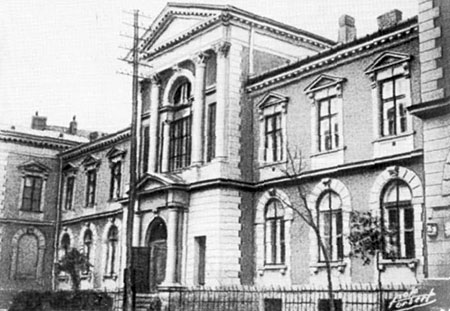
Gmach Gminy Żydowskiej przy ul. Grzybowskiej 26/28, do sierpnia 1942 roku siedziba warszawskiego Judenratu. Tutaj, w swoim gabinecie znajdującym się na I piętrze, 23 lipca 1942 roku Czerniaków popełnił samobójstwo.

Późnym popołudniem 23 lipca Czerniaków zakończywszy pracę, udał się do swojego mieszkania. Około godziny 17:00 lub 18:00 otrzymał telefon z pilnym wezwaniem do siedziby Judenratu. Oczekiwało tam na niego dwóch esesmanów. Doszło do krótkiej, lecz burzliwej rozmowy, podczas której Niemcy najprawdopodobniej poinformowali, że dzienny kontyngent wysiedlonych ulegnie znacznemu zwiększeniu, a kategoria osób przeznaczonych do deportacji zostanie poszerzona i obejmie również dzieci. Czerniaków prawdopodobnie odmówił podpisania nowego zarządzenia. Krótko po odejściu Niemców popełnił samobójstwo w swoim gabinecie, zażywając cyjanek potasu. Na stole znaleziono dwa listy pożegnalne. W pierwszym, skierowanym do żony, znalazły się m.in. następujące słowa:

Żądają ode mnie bym własnymi rękami zabijał dzieci mego narodu. Nie pozostaje mi nic innego, jak umrzeć.

Drugi list był skierowany do członków Judenratu. Osobisty sekretarz Czerniakowa, Leon Tyszka, utrzymywał, że znalazły się w nim następujące zapisy:

Byli u mnie Worthoff i towarzysze i zażądali przygotowania na jutro transportu dzieci. To dopełnia mój kielich goryczy, przecież nie mogę wydawać na śmierć bezbronne dzieci. Postanowiłem odejść. Nie traktujcie tego jako akt tchórzostwa względnie ucieczkę. Jestem bezsilny, serce mi pęka z żalu i litości, dłużej znieść tego nie mogę. Mój czyn wykaże wszystkim prawdę i może naprowadzi na właściwą drogę działania. Zdaję sobie sprawę, że zostawiam Wam ciężkie dziedzictwo.

Nowym przewodniczącym Judenratu został mianowany dotychczasowy zastępca Czerniakowa, Marek Lichtenbaum. Wiadomość o samobójstwie prezesa pogłębiła panujący w getcie strach i poczucie niepewności; zinterpretowano ją jako „zapowiedź dalszych tragicznych wydarzeń”.
Pogrzeb Czerniakowa odbył się o świcie 24 lipca na cmentarzu żydowskim przy ul. Okopowej. Żona zmarłego twierdziła, że w pogrzebie uczestniczył m.in. Janusz Korczak, który miał wygłosić przemówienie nad grobem. Inne relacje wskazują jednak, że w uroczystości wzięło udział nie więcej jak kilkanaście osób, a ze względu na niemiecki zakaz żadne przemowy nie były wygłaszane. Po wojnie na płycie nagrobnej wyryto wybraną przez żonę kompilację dwóch fragmentów z wiersza Cypriana Kamila Norwida Coś ty Atenom zrobił, Sokratesie.

### Rodzina i życie prywatne

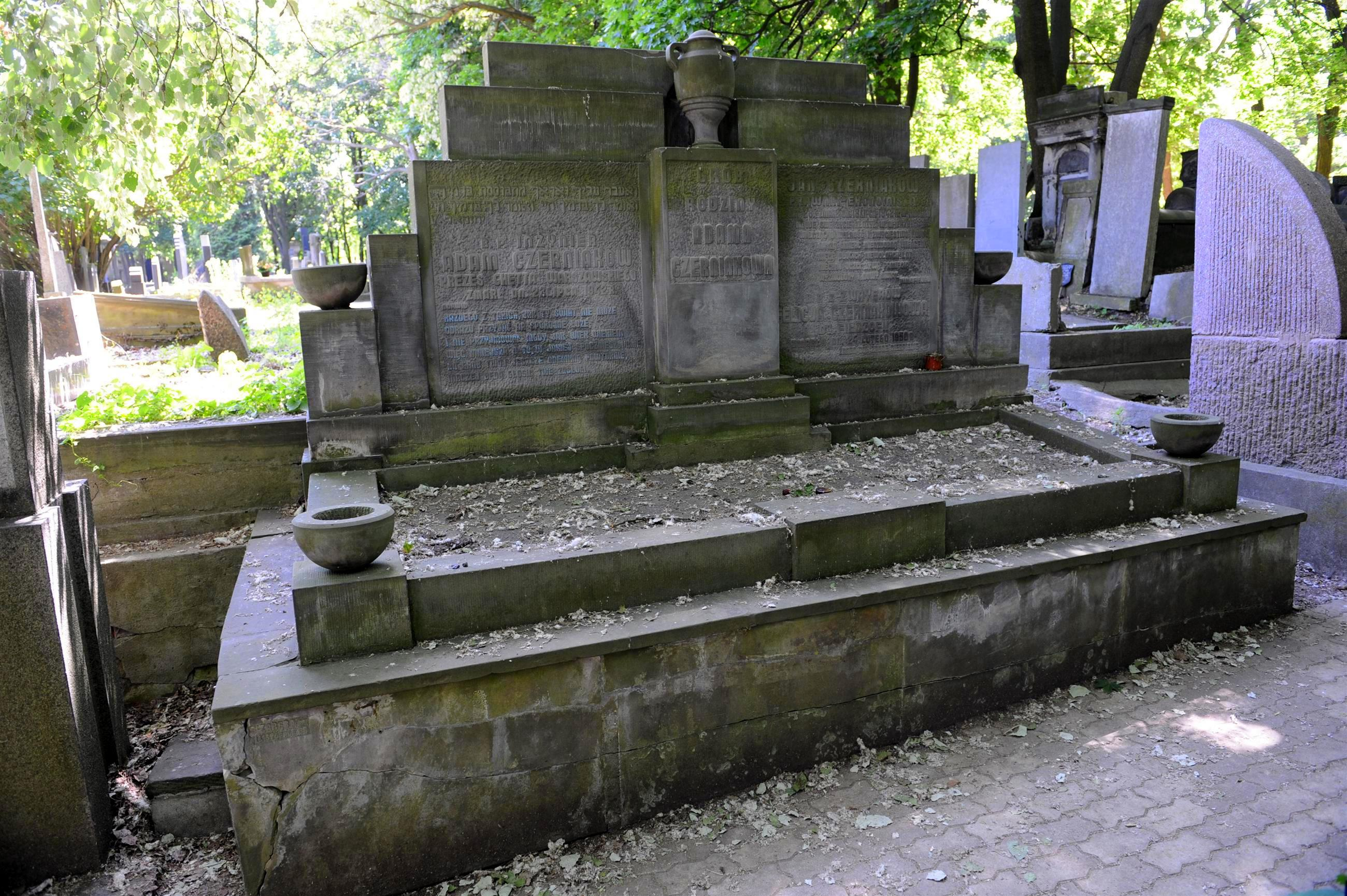
Grobowiec rodziny Czerniakowów na cmentarzu żydowskim przy ulicy Okopowej 49/51 w Warszawie

Adam Czerniaków miał trzy młodsze siostry: Różę (ur. 1886), Anielę (ur. na początku lat 90. XIX wieku), Marię (ur. ok. 1897–1900). Tylko najmłodsza z sióstr przeżyła wojnę (zmarła w Wołominie w 1974 roku). Róża zginęła w getcie warszawskim podczas jednej z niemieckich akcji eksterminacyjnych, natomiast Aniela została zamordowana w maju 1943 roku w obozie koncentracyjnym na Majdanku.
24 lipca 1912 roku poślubił Felicję Zwayer, młodszą o trzy lata nauczycielkę przedmiotów ścisłych w Szkole Rzemieślniczej im. Ludwika Natansona. Z ich związku narodziło się tylko jedno dziecko, syn Jan (ur. 1914).
Jeszcze w trakcie „wielkiej akcji” Felicja Czerniaków zbiegła z getta na „aryjską stronę”. Ukrywała się tam pod różnymi adresami. W maju 1943 roku na skutek donosu została aresztowana przez Kriminalpolizei, jednakże po dwóch dobach, gdy ustalono jej tożsamość, przesłuchujący ją funkcjonariusz (przedwojenny obywatel polski), postanowił wypuścić ją na wolność. W późniejszym okresie nadal się ukrywała, w pewnym momencie została także współpracowniczką Rady Pomocy Żydom. Po zakończeniu wojny pracowała w księgarni „Książka” na warszawskiej Pradze. Zmarła 24 lutego 1950 roku.
Jan Czerniaków był absolwentem Wydziału Prawa Uniwersytetu Warszawskiego, gdzie podjął także studia doktoranckie. Podczas studiów został członkiem, a następnie sekretarzem, komunistycznego związku studentów „Życie”. W czasie obrony Warszawy we wrześniu 1939 roku wraz z ojcem służył w szeregach Straży Obywatelskiej i biernej OPL. Następnie udał się do Lwowa, znajdującego się w sowieckiej strefie okupacyjnej. Utrzymywał stamtąd kontakt listowny z rodzicami. Wszelki kontakt urwał się jednak w czerwcu 1941 roku, po ataku Niemiec na ZSRR. Jan Czerniaków zdołał wraz z żoną uciec ze Lwowa przed wkroczeniem wojsk niemieckich. Udał się w głąb ZSRR, gdzie został wcielony do jednego ze Strojbatalionów („batalionów pracy”). Gdy ciężko zachorował, żona odnalazła go i zabrała do Kirgiskiej SRR, gdzie pracowała jako lekarka. Tam 18 lipca 1942 roku Jan Czerniaków zmarł na tyfus.

## Dziennik

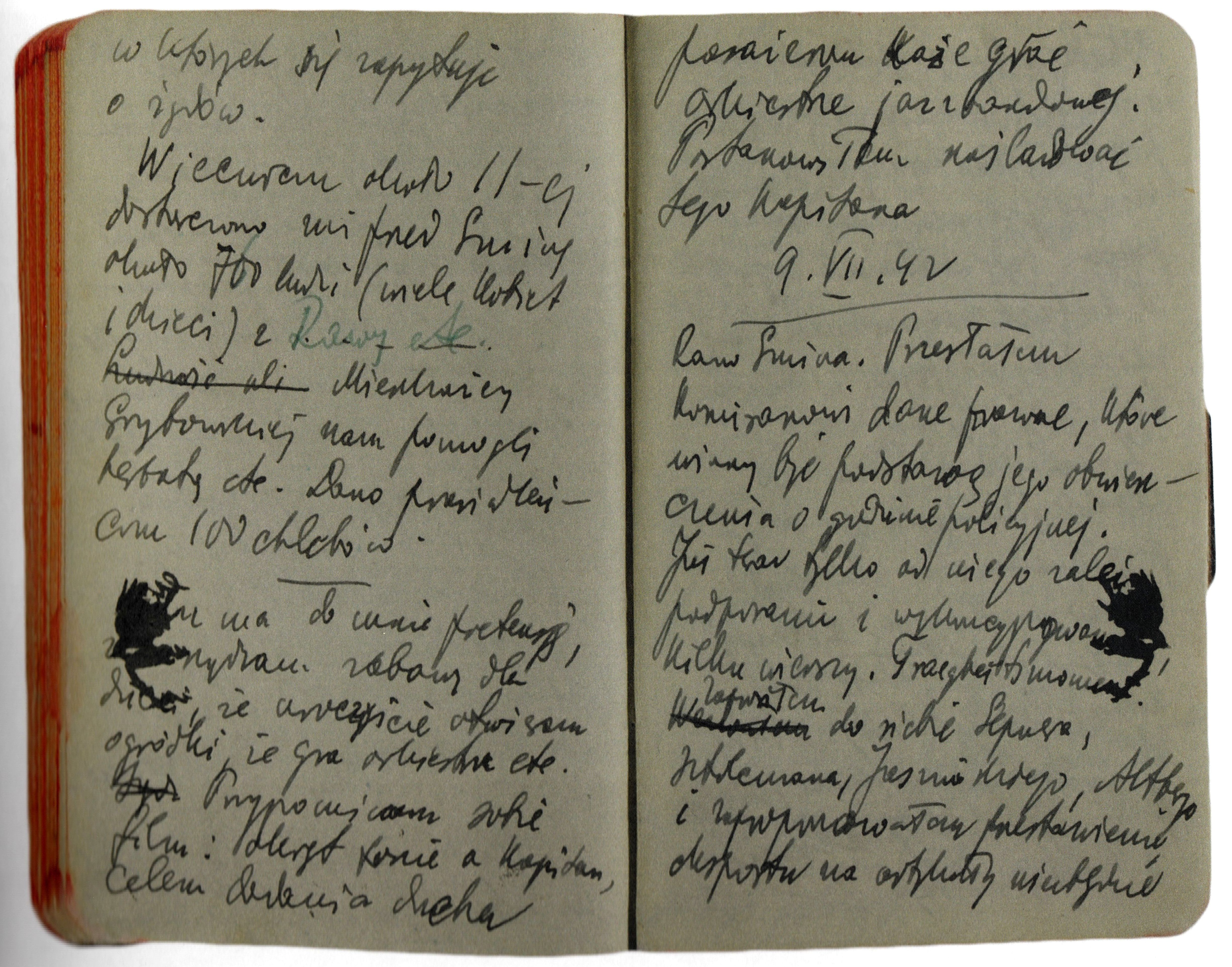
Fragment dziennika, który od września 1939 roku aż do śmierci prowadził Adam Czerniaków

6 września 1939 roku Czerniaków zaczął prowadzić osobisty dziennik w języku polskim. Odnotowywał w nim zarówno kwestie związane z pełnionymi przez siebie funkcjami, w tym informacje o problemach getta, najważniejszych wydarzeniach, poleceniach otrzymanych od okupanta, rozmowach, spotkaniach itp., jak i osobiste sprawy, przeżycia lub refleksje. Ostatni wpis zamieścił 23 lipca 1942 roku.
Po samobójczej śmierci Czerniakowa opiekę nad zapisanym w dziewięciu brulionach dziennikiem przejęła jego żona. Gdy w maju 1943 roku została przejściowo aresztowana, odebrano jej dziennik. Po wojnie dowiedziała się, że naczelnik Kriminalpolizei, który przesłuchiwał ją po aresztowaniu, przeżył wojnę i mieszka w Józefowie. Prawdopodobnie w drugiej połowie 1948 roku, samodzielnie lub za pośrednictwem osoby trzeciej, zdołała odzyskać osiem brulionów. Jeden, piąty w kolejności, obejmujący zapisy od 14 grudnia 1940 roku do 22 kwietnia 1941 roku, bezpowrotnie zaginął.
Będąc w trudnej sytuacji materialnej, Felicja Czerniaków usiłowała sprzedać dziennik męża Żydowskiemu Instytutowi Historycznemu. Ze względu na fakt, iż w tym okresie postać Czerniakowa była oceniana bardzo krytycznie, instytut nie okazał zainteresowania. Ostatecznie wdowa przekazała dziennik krewnemu, który udawał się na emigrację do Francji. Być może liczyła, że dziennik zostanie tam opublikowany przez jedno z żydowskich wydawnictw. Z Francji dziennik w niewyjaśnionych okolicznościach trafił do Kanady, gdzie w 1964 roku zakupił go izraelski instytut Jad Waszem.
Pierwsze wydanie dziennika Czerniakowa zostało opublikowane w 1968 roku w Jerozolimie (w tłumaczeniu na hebrajski). W Polsce dziennik został po raz pierwszy wydany drukiem w 1972 roku, na łamach „Biuletynu Żydowskiego Instytutu Historycznego” (w oryginale po polsku). Nie obyło się przy tym bez przeszkód ze strony władz PRL, które postrzegały publikację dziennika Czerniakowa jako próbę „rehabilitacji kolaboranta”. W konsekwencji opublikowano go tylko z nielicznymi komentarzami. Dopiero w 1983 roku ukazała się publikacja książkowa pt. Dziennik getta warszawskiego. 6 IX 1939 – 23 VII 1942, szczegółowo opracowana przez Mariana Fuksa.
W 1979 roku w USA ukazało się wydanie w języku angielskim (opr. Raul Hilberg, Józef Kermisz, Stanisław Staroń). Dziennik został również wydany w Wielkiej Brytanii, w Niemczech, we Włoszech, we Francji oraz w Japonii. Wydania te publikowano na podstawie polskiego opracowania, jednakże ze wstępem przygotowanym przez historyków Jad Waszem, którzy zakwestionowali polski wstęp autorstwa Mariana Fuksa.
Dziennik stanowi unikalne źródło wiedzy na temat historii getta warszawskiego. Ma również, choć nie był pisany w tym celu, dużą wartość literacką. Marian Fuks określił go mianem „jednego z najbardziej autentycznych i dramatycznych dokumentów martyrologii Żydów polskich”. Israel Gutman uznaje natomiast dziennik za „jeden z najważniejszych ocalałych dokumentów czasu Zagłady”.

## Światopogląd
Adam Czerniaków odebrał świeckie wykształcenie i prawdopodobnie od najmłodszych lat nie identyfikował się z judaizmem oraz z żydowskimi tradycjami. Marcin Urynowicz przypuszcza, że z tego powodu, a także ze względu na odmowę kontynuowania rodzinnych tradycji handlowych oraz inklinację do działalności społecznej i naukowej, popadł wkrótce w konflikt z bardziej tradycyjnie nastawionymi członkami rodziny, w tym zwłaszcza ojcem i dziadkiem.
W młodości otarł się o ruch socjalistyczny. Za jednego ze swoich mentorów uważał Maksymiliana Halperna – działacza I Proletariatu i Żydowskiej Organizacji PPS, kierownika warsztatów rzemieślniczych warszawskiej gminy żydowskiej, współtwórcę Uniwersytetu dla Wszystkich. Środowisko lewicowej inteligencji żydowskiej, z którym był przez pewien czas związany, propagowało hasła postępu społecznego, głosiło konieczność szerzenia oświaty wśród mas żydowskich oraz ich „produktywizacji”. Wzywało także do asymilacji lub co najmniej integracji Żydów z polską większością. Jednocześnie Czerniaków sympatyzował z polskimi dążeniami niepodległościowymi, o czym świadczyć może chociażby jego postawa w czasie strajku studenckiego w 1905 roku oraz aresztowanie przez Ochranę w 1909 roku. W maju 1919 roku wziął udział w Zjeździe Powszechnym Polaków Wyznania Mojżeszowego Wszystkich Ziem Polskich.
W młodości Czerniaków wierzył w możliwość integracji Polaków i Żydów, pozostając przez długi czas przekonanym, że interesy obu społeczności pozostają tożsame. Nie identyfikował się z żydowskim nacjonalizmem, choć w późniejszych latach nie wahał się wchodzić w taktyczne sojusze z przedstawicielami żydowskich stronnictw narodowych i syjonistycznych. Z drugiej strony nigdy nie wyrzekł się żydowskiej tożsamości, a jego działalność społeczna i polityczna była konsekwentnie ukierunkowana na obronę i realizację interesów polskich Żydów. Od przegranych wyborów do warszawskiej Rady Miejskiej w 1919 roku można zaobserwować jego rosnącą sympatię do żydowskich środowisk narodowych. Z czasem stał się także zdeklarowanym przeciwnikiem haseł asymilacyjnych. Przyczyny stopniowej ewolucji jego poglądów na stosunki polsko-żydowskie upatrywane są nadziejach na rozkwit życia żydowskiego w niepodległej Polsce, zrodzonych przez przyjęcie małego traktatu wersalskiego, oraz w rozczarowaniu polskim antysemityzmem i brakiem faktycznego równouprawnienia Żydów. Zdaniem Urynowicza „nieobca mu była żydowska duma narodowa, ale […] była to duma polskiego Żyda, który równie godnie występuje wobec Polaków, jak i Żydów z innych krajów”. Dodaje jednocześnie, że Czerniaków „patriotyzm żydowski starał się łączyć z patriotyzmem wobec Polski, choć przychodziło mu to z trudem”.
Patrycja Dołowy określa z kolei Czerniakowa mianem „człowieka pogranicza”, przynależącego jednocześnie do dwóch światów: żydowskiej diaspory i polskiej inteligencji. Nie ma przy tym wątpliwości, że interesy żydowskiej społeczności zawsze stały u niego na pierwszym miejscu. Ocenia jednocześnie, że uwięzienie w getcie oraz „świadomość tego, jak bardzo jego dawni przyjaciele nie poczuwają się do żadnej z nim wspólnoty”, sprawiły, że Czerniaków „stał się już tylko Żydem w miejsce Żyda-Polaka, którym czuł się przez całe wcześniejsze życie”.
Czerniaków był zwolennikiem „produktywizacji” społeczności żydowskiej w Polsce oraz przekształcenia jej tradycyjnej struktury gospodarczej. W tym celu postulował m.in. poprawę jakości żydowskiego szkolnictwa zawodowego oraz konsekwentnie występował w obronie interesów żydowskiego rzemiosła. Podczas pracy na rzecz Jointu opowiadał się za podjęciem działań na rzecz rozwoju żydowskiego przemysłu budowlanego. Był również zwolennikiem liberalizmu gospodarczego.
Był zwolennikiem merytokracji, a od początku lat 30. jego postawa była konsekwentnie apolityczna, co przekładało się w konsekwencji na jego „alienację” w polskim i żydowskim życiu społeczno-politycznym, rozdzieranym przez spory ideologiczne i partyjne. Żywił pewną sympatię wobec syjonizmu, czemu dał wyraz m.in. uczestnicząc 12 czerwca 1930 roku w demonstracji w Warszawie przeciwko zablokowaniu przez Wielką Brytanię żydowskiej emigracji do Palestyny. Miał sceptyczny stosunek do rządów sanacji, a nawet samego Józefa Piłsudskiego, aczkolwiek ze względów pragmatycznych starał się utrzymywać jak najlepsze kontakty z obozem rządzącym.

Kluczem do zrozumienia pozornie sprzecznych momentami wyborów życiowych Czerniakowa są kształtujące jego osobowość w latach młodości idee pozytywistyczne, w które wierzył i które realizował do końca życia. Wobec problemów społeczeństwa żydowskiego zajmował na ogół takie stanowisko, jakie propagowali pozytywiści dążący do zbliżenia polsko-żydowskiego […] Zawsze jednak celem ostatecznym, nawet jeśli przyjęty kierunek działania mógł sprawiać inne wrażenie, było realizowanie najlepiej pojmowanych interesów polskich Żydów. Z tego też względu nie bał się najcięższych, także niepopularnych wyzwań, starając się przez całe życie cierpliwie realizować hasła pracy organicznej.

## Oceny postaci Czerniakowa
W okresie międzywojennym Czerniaków nie był postrzegany przez społeczność żydowską jako jeden z jej liderów. Wynikało to z faktu, że nie należał do żadnej partii politycznej oraz nie był w stanie komunikować się w jidysz.
Jako przewodniczący warszawskiego Judenratu był obiektem silnej krytyki. Oskarżano go o despotyzm, próżność, zamiłowanie do pompy i ceremoniału. Rzekomo miał stwarzać wokół siebie „obyczajowość feudalnego dworu”. Przeceniano jednocześnie jego rzeczywiste możliwości i znaczenie. Wiele emocji w getcie budził nawet fakt, iż Niemcy zezwolili mu na korzystanie z samochodu; niektórzy twierdzili, że to jego odebranie skłoniło go samobójstwa. Zarzucano mu faworyzowanie asymilatorów i konwertytów, brak głębszych związków z żydowskimi masami, faworyzowanie bogatych kosztem biednych. Był krytykowany za rzekome tolerowanie korupcji i nadużyć, których dopuszczali się urzędnicy Judenratu oraz funkcjonariusze ŻSP. Był jednocześnie oskarżany o słabość i uległość wobec okupanta. Zarzucano mu, iż dał się omotać znajdującym się w jego otoczeniu niemieckim konfidentom. Chaim Aron Kapłan określał Czerniakowa mianem niemieckiej „dojnej krowy” oraz „najtańszego i najbardziej oddanego służącego”. Jehoszua Perle nie odmawiał mu dobrych intencji, uznawał go jednak za tchórza i człowieka o ograniczonych ambicjach, który nie dorósł do zadania, które przed nim postawiono. Icchak Kacenelson uznał go wręcz za zdrajcę, który milczał, mimo że rzekomo wiedział o szykowanym przez Niemców masowym mordzie.
Skrajnie różne oceny formułowano także w odniesieniu do jego samobójczej śmierci. Wielu Żydów, w tym zwłaszcza członków ruchu oporu, uznało ją za akt słabości lub wręcz tchórzostwa. Argumentowano, że poznawszy prawdziwe zamiary Niemców, powinien był ostrzec mieszkańców getta i wezwać ich do oporu. Jednym z takich krytyków był Emanuel Ringelblum:

Samobójstwo Czerniakowa – za późno, dowód słabości. Powinien był wezwać do oporu. Słaby człowiek.

Wtórował mu Icchak Cukierman:

Mógł popełnić samobójstwo w inny sposób, jako przywódca ostrzegający swą społeczność. Nie mogłem wybaczyć mu tego, że postanowił umrzeć jako człowiek prywatny.

Israel Gutman również krytycznie oceniał samobójstwo Czerniakowa, twierdząc, że było ono „peryferyjnym gestem” człowieka wyalienowanego ze swojej społeczności, a jednocześnie osłabiło „poczucie odpowiedzialności i przyzwoitości” w szeregach Judenratu i ŻSP. Z drugiej strony przyznawał jednak, że w pierwszych dniach „wielkiej akcji” także podziemne organizacje getta nie zdecydowały się skierować wspólnego apelu do ludności o stawienie oporu „wysiedleniu”. Barbara Engelking wskazuje, że latem 1942 roku ani Czerniaków, ani organizacje podziemne nie dysponowały wystarczającym autorytetem, by poderwać mieszkańców getta do walki. 
Nie wszyscy jemu współcześni krytycznie ocenili jego samobójstwo. Niektórzy mieszkańcy getta twierdzili, że było ono rodzajem ostrzeżenia, które uświadomiło wielu Żydom rozmiary zagrożenia. Niechętny mu Chaim Aron Kapłan po jego śmierci zanotował w swym dzienniku:

Uwiecznił swe imię bardziej przez swoją śmierć niż przez całe życie. Jego koniec dowiódł ostatecznie, że działał i trudził się dla dobra swego ludu, że starał się o jego dobrobyt i przetrwanie, choć nie wszystko co robiono w jego imieniu, godne jest pochwały.

Po latach Czerniaków był krytykowany za swój sprzeciw wobec niemieckich planów „produktywizacji” Żydów; niektórzy ocalali i historycy wierzyli bowiem, że ich wdrożenie mogłoby zapewnić gettu dłuższe przetrwanie. Zarzucano mu, że zwalczał ruch oporu w getcie, a nawet „wszelką myśl o nim”. W jednej z polskich publikacji został wręcz określony mianem „współorganizatora” getta warszawskiego.
Zdecydowanie pozytywnie oceniali natomiast Czerniakowa jego przyjaciele i bliscy współpracownicy. Ponadto jak wskazuje Engelking, sądy na temat Czerniakowa z czasem zaczęły stawać się łagodniejsze, gdyż „zaczęto lepiej rozumieć złożoność sytuacji, w jakiej przyszło mu działać”. Na zmianę oceny postaci Czerniakowa wpłynęła także publikacja jego dziennika. 
Gutman podkreśla, że istnieje zasadniczo konsensus, iż Czerniaków jako przewodniczący Judenratu był osobą na wskroś uczciwą i kierującą się dobrymi intencjami. Nie był również – w przeciwieństwie do np. Jakuba Gensa czy Chaima Rumkowskiego – motywowany osobistymi ambicjami. Cytuje przy tym Mordechaja Tenenbauma, który w swym dzienniku zaliczył Czerniakowa do grona zaledwie trzech „prawdziwie uczciwych” przewodniczących Judenratów w okupowanej Polsce.
Zdaniem Engelking Czerniaków nie był pozbawiony pewnych osobistych wad, niemniej „nie cierpiał na manię wielkości ani nie był człowiekiem żądnym władzy”. Za jego największy błąd uznaje zaufanie słowom Auerswalda, gdy ten w lipcu 1942 roku zapewnił go, że władze niemieckie nie zamierzają „wysiedlać” warszawskich Żydów. Dodaje jednocześnie:

Czerniaków był gotów iść na kompromisy z Niemcami, żeby ratować warszawskich Żydów. Ale granicą tych kompromisów było wydawanie Żydów na śmierć. Może wierzył, że uda się uratować getto przez pracę i działalność pożyteczną dla Niemców, ale nie był gotów – jak np. Chaim Mordechaj Rumkowski w Łodzi – ratować „produktywnych” Żydów kosztem życia pozostałych.

Według Mariana Fuksa:

Chyba nie wszystko z tego, co robił, było słuszne ze społecznego i politycznego punktu widzenia, nawet w dążeniu do ratowania tego, co się da. Faktem jest, że nie zdołał dojrzeć w porę rzeczywistych celów polityki hitlerowskiej stając się mimo woli narzędziem w rękach okupanta. Faktem jednak jest, że był człowiekiem o nienagannych walorach moralnych, „który znalazł się na najbardziej trudnym, jawnym posterunku w kraju […] Wobec Niemców zawsze występował z godnością”, nierzadko przeciwstawiał się drakońskim zarządzeniom lub z uporem dobijał się ich złagodzenia. A o tym, że nie był ślepym narzędziem w rękach hitlerowskich, świadczą fakty niejednokrotnego więzienia go i katowania za odmowę wykonania niektórych poleceń.

Marcin Urynowicz jest z kolei zdania, że Czerniaków:

Zyskał sobie wrogów, gdyż był niechętny dogmatyzmom partyjnym i ideologicznym. Nie dostrzegano, że celem jego działań było zawsze dobro Żydów, że był pozytywistą i pragmatykiem, który do każdej sytuacji starał się dostosować na tyle, by móc najlepiej służyć społeczeństwu, którego integralną częścią nigdy nie przestał się czuć. Próbując w życiu rożnych środków, od akulturacji, poprzez sprzyjanie syjonizmowi, a na ustępstwach wobec hitlerowskich Niemców kończąc, nigdy nie przekroczył granicy przyzwoitości.

## Upamiętnienie
Dopiero po 2006 roku nazwisko Adama Czerniakowa zostało wpisane do Holu Imion w instytucie Jad Waszem w Jerozolimie, który zawiera dane wszystkich zidentyfikowanych ofiar Zagłady.
Przypomnieniu osoby Czerniakowa był poświęcony Marsz Pamięci 22 lipca 2020 roku, organizowany cyklicznie przez Żydowski Instytut Historyczny w rocznicę rozpoczęcia wielkiej akcji deportacyjnej w getcie warszawskim.

## Odniesienia w kulturze
Był pierwowzorem postaci inżyniera Lewina, jednego z bohaterów dramatu Smocza 13 autorstwa Stefanii Zahorskiej.
Adama Czerniakowa i jego samobójczą śmierć ukazano w filmie biograficznym Korczak z 1990 roku (reż. Andrzej Wajda). W jego postać wcielił się Aleksander Bardini.
Adam Czerniaków jest także jednym z protagonistów w dramacie wojennym Uprising z 2001 roku (reż. Jon Avnet). W jego postać wcielił się Donald Sutherland.

## Publikacje
Adam Czerniaków był publicystą oraz autorem licznych prac naukowych z zakresu chemii przemysłowej i użytkowej, a także cukiernictwa i piekarnictwa. Jego prace były publikowane na łamach takich czasopism, jak: „Izraelita”, „Nasze Życie”, „Miesięcznik Żydowski”, „Głos Gminy Żydowskiej”, „Handwerker Cajtung”. Pisywał ponadto wiersze okolicznościowe (w języku polskim).
Spośród publikacji jego autorstwa można wymienić:
- Über einige Zuckerarten (1907)
- Hydrogenisation des Pyrrols (1912)
- Silniki wybuchowe (1919)
- Zniszczenie wojenne w budynkach w Polsce (1921)
- Zniszczenie wojenne w lasach polskich (1921)
- Przemysł materiałów budowlanych w Polsce (1921)
- Szkolnictwo zawodowe (1924)
- Statystyka rzemiosła i drobnego przemysłu w Warszawie (1924)
- Ustawa przemysłowa (1926)
- Udział Żydów w odbudowie zniszczeń wojennych w Polsce (1938)

## Ordery i odznaczenia
- Srebrny Krzyż Zasługi (Węgry)[299]